# NHL Entry Draft 1996
Der NHL Entry Draft 1996 fand am 22. Juni 1996 im Kiel Center in St. Louis im US-Bundesstaat Missouri statt. Bei der 34. Auflage des NHL Entry Draft wählten die Teams der National Hockey League (NHL) in neun Runden insgesamt 241 Spieler aus. Als First Overall Draft Pick wurde der kanadische Verteidiger Chris Phillips von den Ottawa Senators ausgewählt. Auf den Positionen zwei und drei folgten Andrei Sjusin für die San Jose Sharks und Jean-Pierre Dumont für die New York Islanders.
Als insgesamt unterdurchschnittlich zu bewertender Jahrgang brachte der Draft 1996 unter anderem Ruslan Salej, Dainius Zubrus, Marco Sturm, Daniel Brière, Matt Cullen, Mathieu Garon, Zdeno Chára, Mark Parrish, Michal Rozsíval, Pavel Kubina und Tomáš Kaberle hervor. In der Hockey Hall of Fame wurde bisher kein Akteur berücksichtigt. Ferner befanden sich unter den 241 Picks sieben zusätzliche Wahlrechte, die gemäß dem jüngst verabschiedeten Collective Bargaining Agreement jene Teams erhielten, die bestimmte Spieler über die Free Agency im Sommer 1995 verloren hatten.

## Draft-Reihenfolge

### Lotterie
| Nr. | Team               | Chance |
| 1.  | Ottawa Senators    | 30,0 % |
| 2.  | San Jose Sharks    | 21,0 % |
| 3.  | New York Islanders | 15,1 % |
| 4.  | Los Angeles Kings  | 10,9 % |
| 5.  | Dallas Stars       | 8,0 %  |

| Nr. | Team                    | Chance |
| 6.  | Edmonton Oilers         | 5,9 %  |
| 7.  | Buffalo Sabres          | 4,2 %  |
| 8.  | Hartford Whalers        | 2,8 %  |
| 9.  | Mighty Ducks of Anaheim | 1,6 %  |
| 10. | New Jersey Devils       | 0,5 %  |

Die im Vorjahr eingeführte Draft-Lotterie wurde mit den gleichen Modalitäten fortgesetzt. Die Ottawa Senators gewannen diese als schwächstes Teams der abgelaufenen Saison 1995/96, sodass keine Veränderung an der Reihenfolge zustande kam. Diese entsprach demzufolge der umgedrehten Abschlusstabelle der Vorsaison, wobei jedoch erst alle Mannschaften an der Reihe waren, die die Playoffs verpasst hatten. Anschließend folgten alle Playoff-Teams, ebenfalls gemäß ihrem Punktestand und unbeeinflusst vom Erfolg in der post-season.

### Transfer von Erstrunden-Wahlrechten
| Pick | Datum             | Von                 | Zu                  | Modalitäten |
| ---- | ----------------- | ------------------- | ------------------- | --- |
| 4    | 8. Juli 1995      | Los Angeles Kings   | Washington Capitals | Die Kings sandten ihr Erstrunden-Wahlrecht sowie ein Viertrunden-Wahlrecht für diesen Draft nach Washington und erhielten dafür Byron Dafoe und Dmytro Chrystytsch.                                                                                             |
| 8    | 26. August 1994   | Hartford Whalers    | Boston Bruins       | Die Whalers sandten ihr Erstrunden-Wahlrecht sowie jeweils ein Erstrunden-Wahlrecht in den Drafts 1995 und 1997 nach Boston und erhielten dafür Glen Wesley. |
| 14   | 28. Juli 1995     | St. Louis Blues     | Edmonton Oilers     | Die Blues mussten ihre Erstrunden-Wahlrechte in den Drafts 1996 und 1997 als Kompensation für die Verpflichtung von Free Agent Shayne Corson an die Oilers abgeben.                                                                                             |
| 14   | 4. August 1995    | Edmonton Oilers     | St. Louis Blues     | Die Oilers schickten die beiden Wahlrechte wenig später zurück zu den Blues und erhielten dafür Curtis Joseph sowie die Rechte an Mike Grier. |
| 15   | 30. August 1995   | Toronto Maple Leafs | Philadelphia Flyers | Die Maple Leafs sandten ihr Erstrunden-Wahlrecht, ein Zweitrunden-Wahlrecht im NHL Entry Draft 1997 sowie ein Viertrunden-Wahlrecht in diesem Draft nach Philadelphia und erhielten dafür Dmitri Juschkewitsch sowie ein Zweitrunden-Wahlrecht in diesem Draft. |
| 19   | 11. Januar 1996   | Boston Bruins       | Edmonton Oilers     | Die Bruins sandten Mariusz Czerkawski, die Rechte an Sean Brown sowie ihr Erstrunden-Wahlrecht nach Edmonton und erhielten dafür Bill Ranford. |
| 21   | 22. Juni 1996     | Chicago Blackhawks  | San Jose Sharks     | Die Blackhawks sandten ihr Erstrunden-Wahlrecht nach San Jose und erhielten dafür zwei Zweitrunden-Wahlrecht in diesem Draft. |
| 24   | 16. November 1995 | Philadelphia Flyers | San Jose Sharks     | Die Flyers sandten die Rechte an Martin Špaňhel, ihr Erstrunden-Wahlrecht sowie ein Viertrunden-Wahlrecht in diesem Draft nach San Jose und erhielten dafür Pat Falloon.                                                                                        |
| 24   | 16. November 1995 | San Jose Sharks     | Buffalo Sabres      | Die Sharks sandten Václav Varaďa, die Rechte an Martin Špaňhel, das Erstrunden-Wahlrecht der Flyers sowie ein Viertrunden-Wahlrecht in diesem Draft nach Buffalo und erhielten dafür Doug Bodger.                                                               |
| 24   | 15. Februar 1996  | Buffalo Sabres      | Phoenix Coyotes     | Die Sabres sandten Craig Muni sowie das Erstrunden-Wahlrecht der Flyers nach Phoenix (bzw. zu diesem Zeitpunkt noch Winnipeg) und erhielten dafür Michal Grošek und Darryl Shannon.                                                                             |

## Draft-Ergebnis

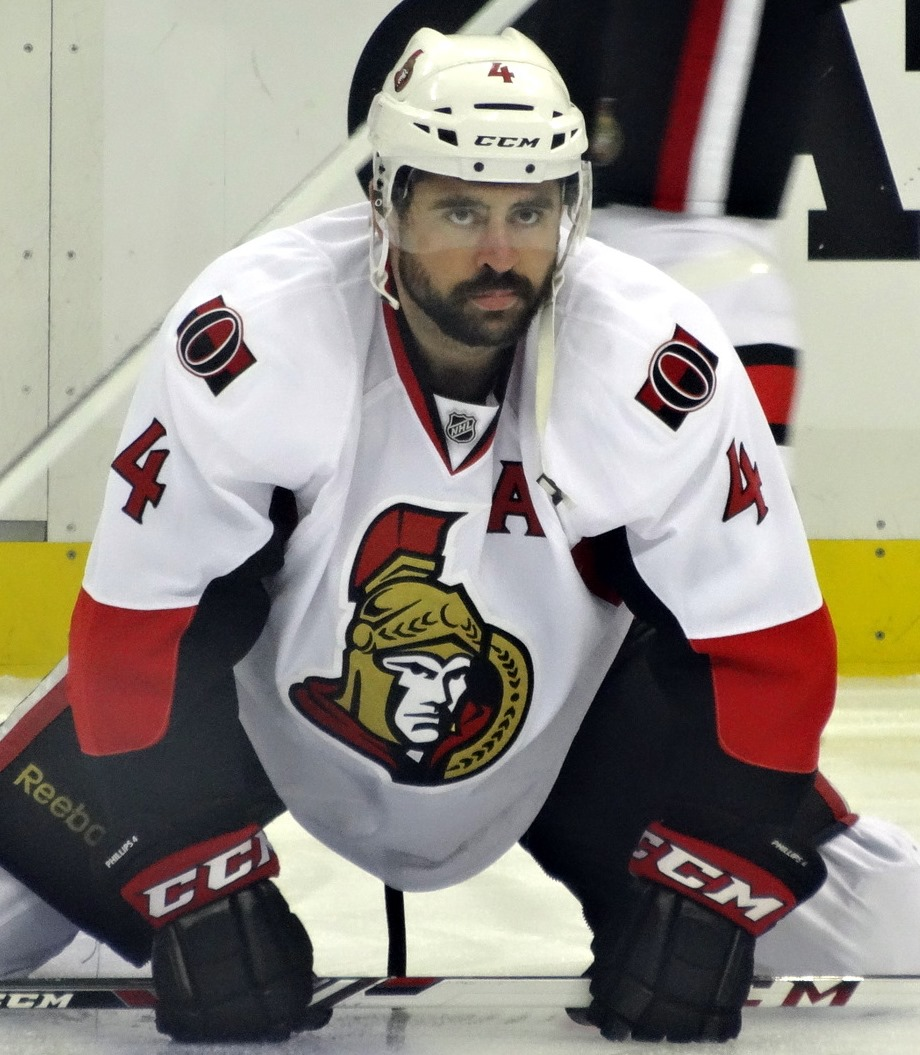
Chris Phillips, gewählt an Position 1

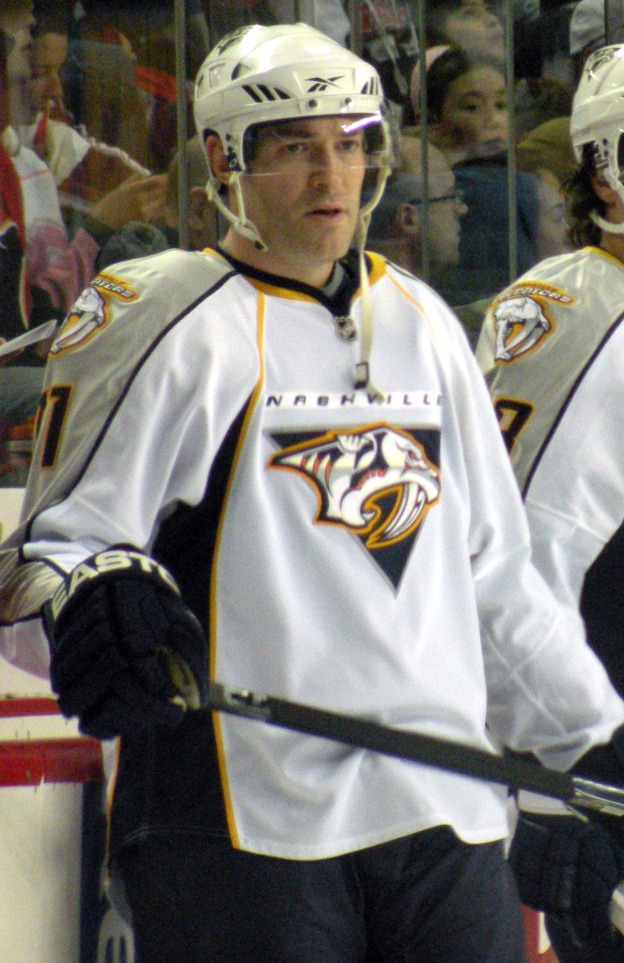
Jean-Pierre Dumont, gewählt an Position 3

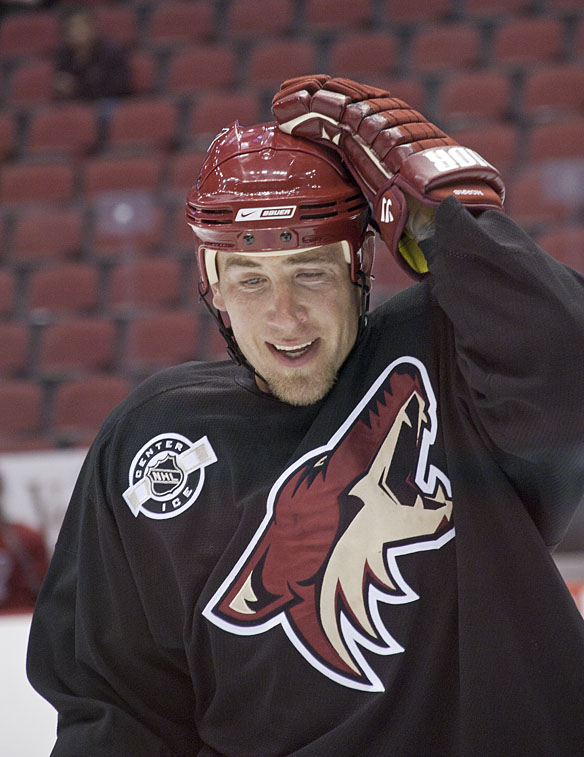
Derek Morris, gewählt an Position 13

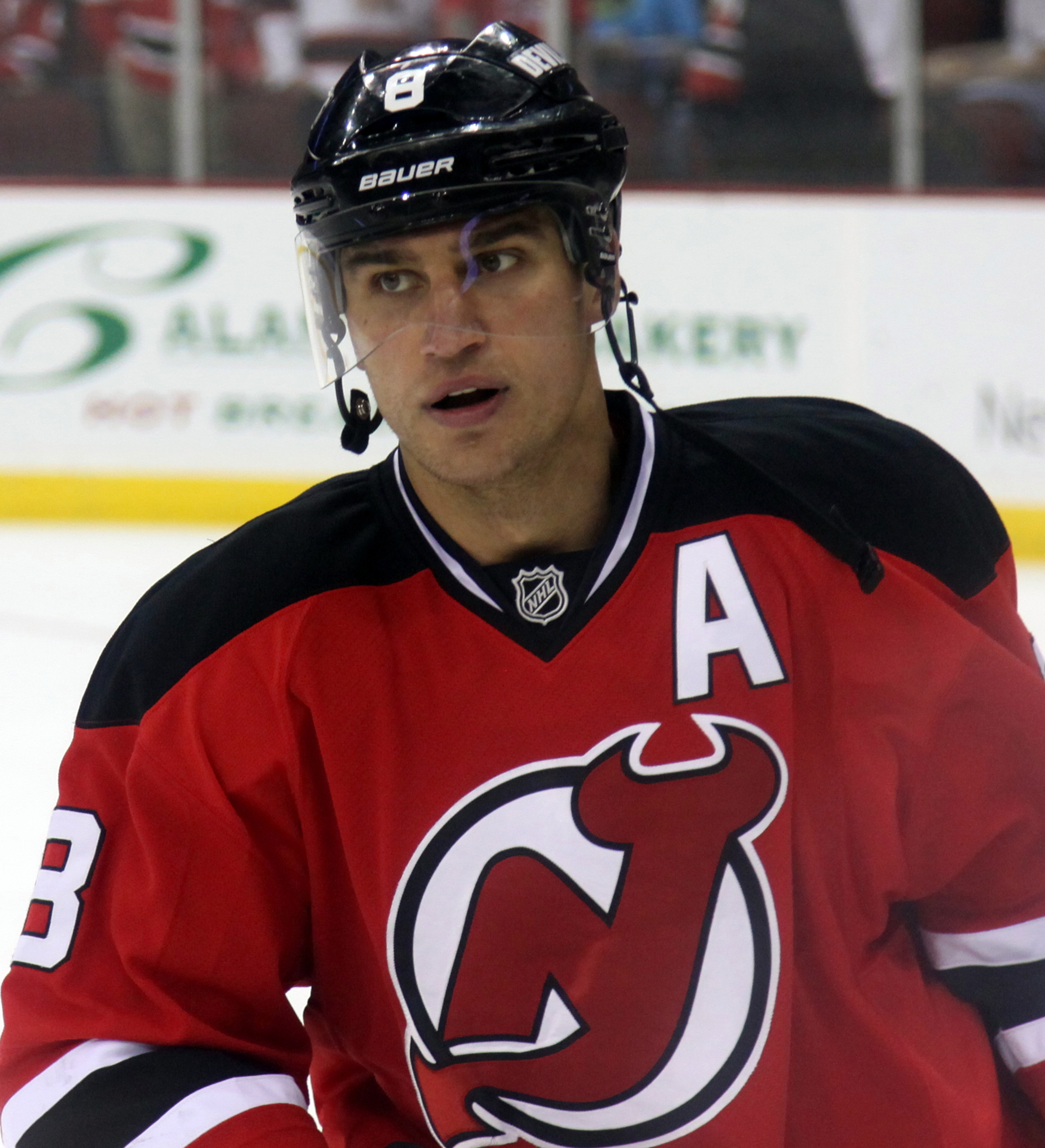
Dainius Zubrus, gewählt an Position 15

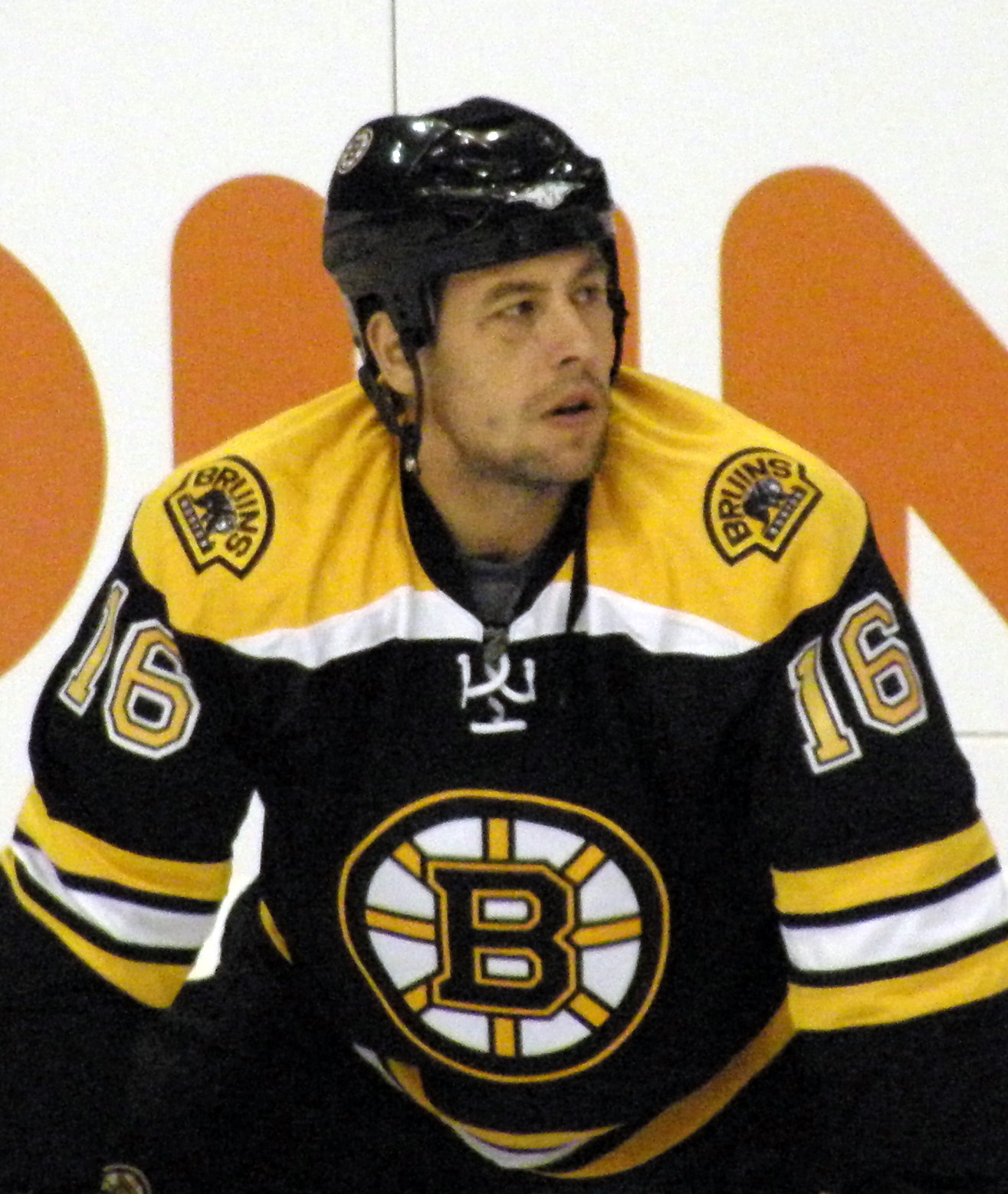
Marco Sturm, gewählt an Position 21

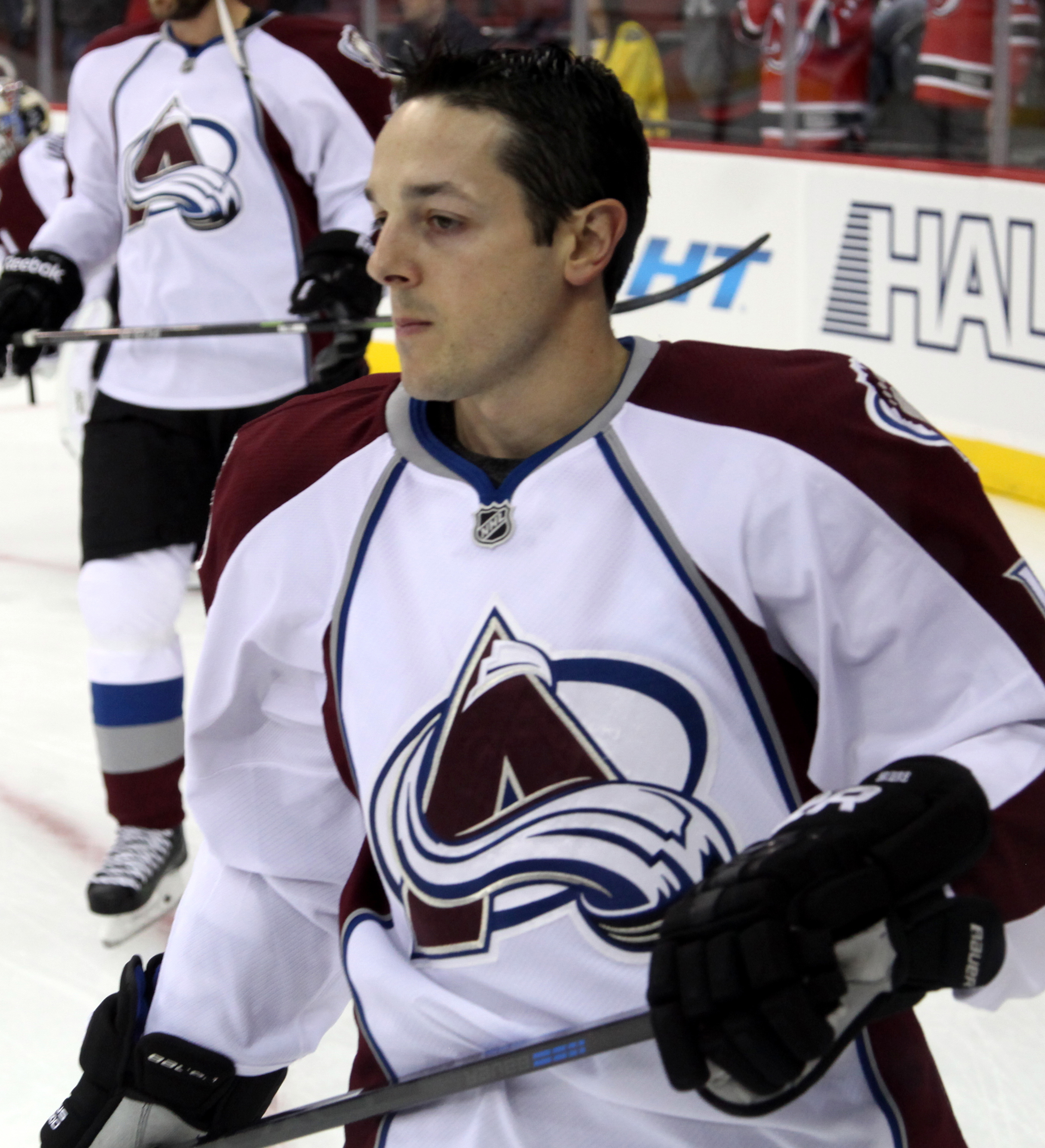
Daniel Brière, gewählt an Position 24

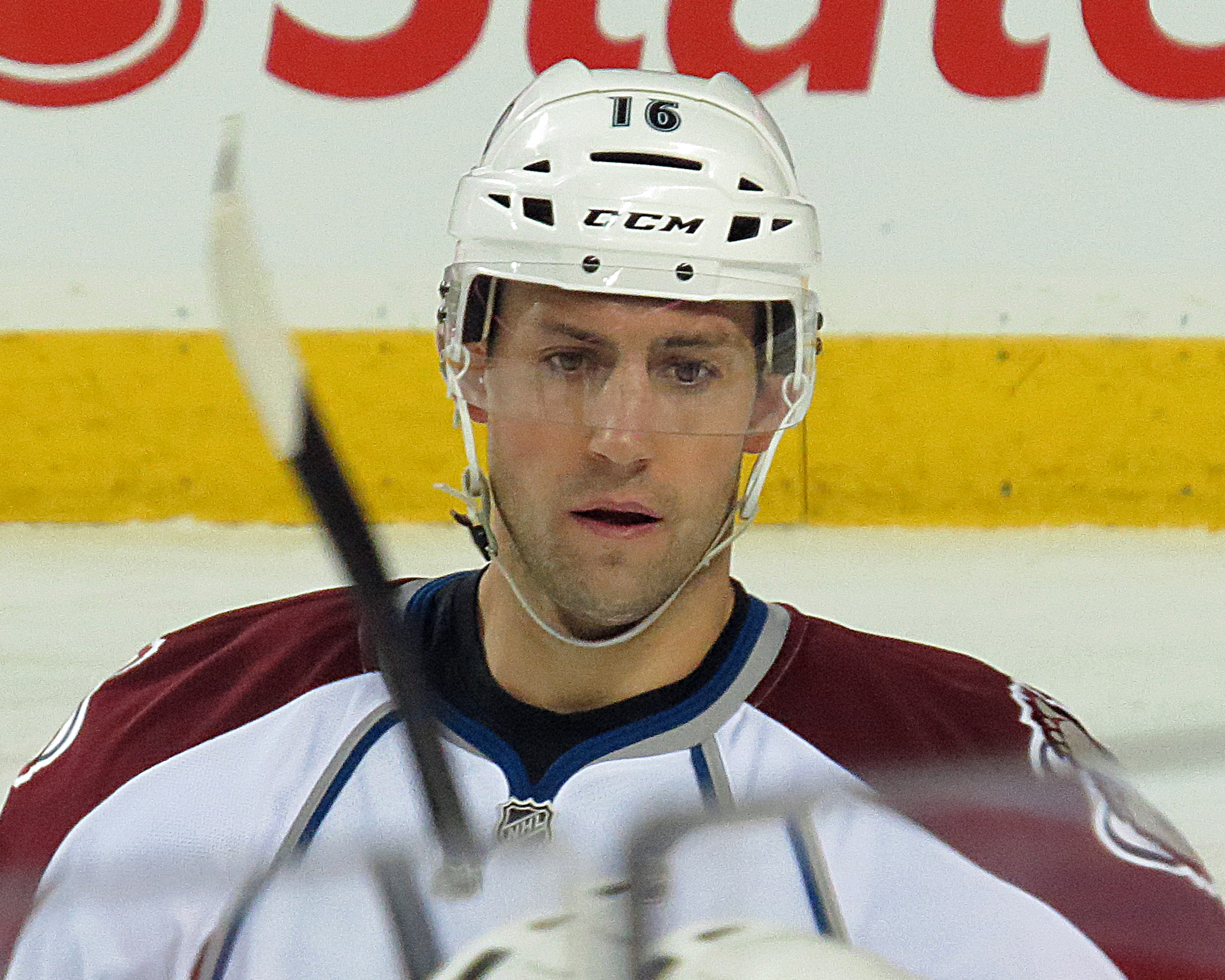
Cory Sarich, gewählt an Position 27

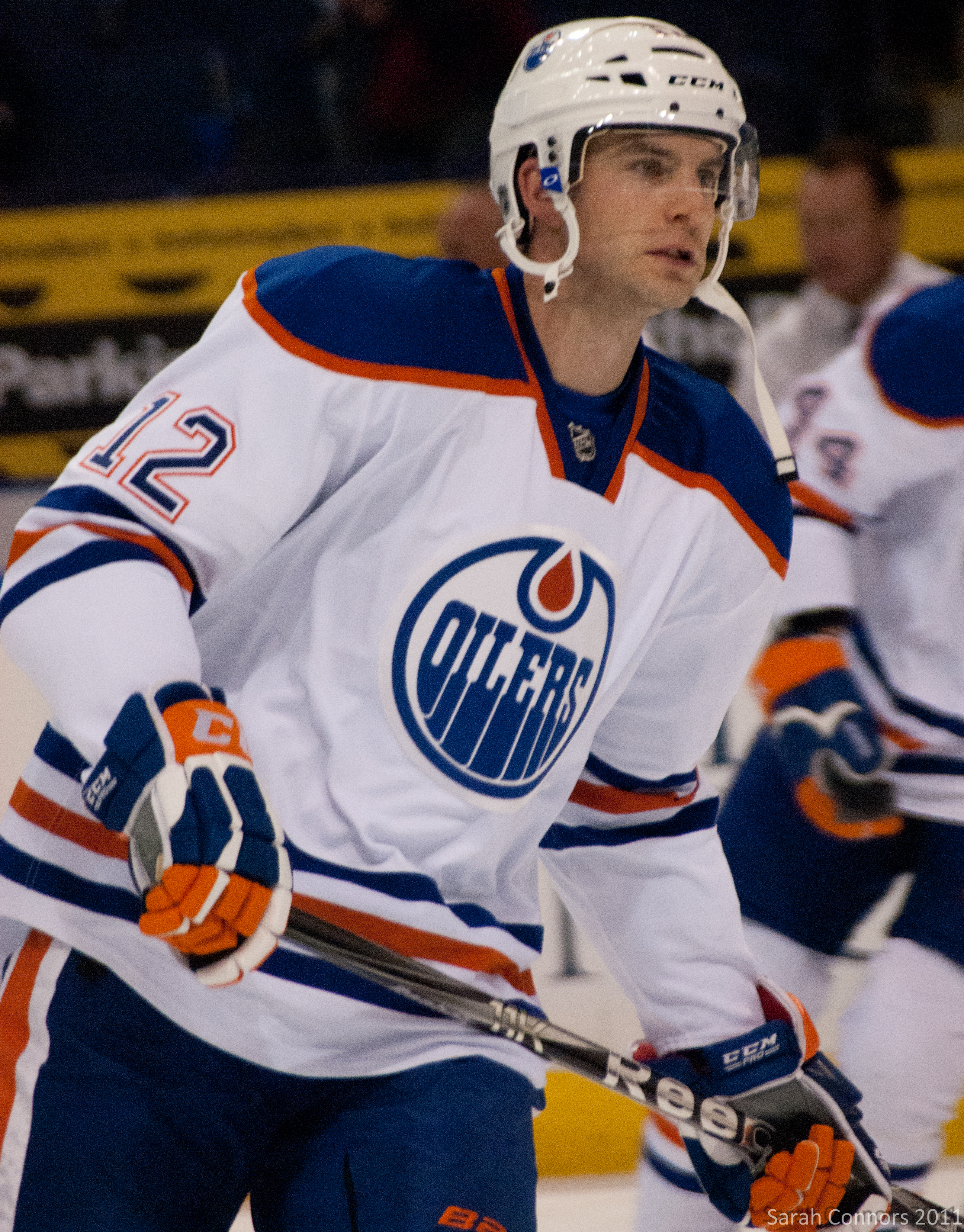
Josh Green, gewählt an Position 30

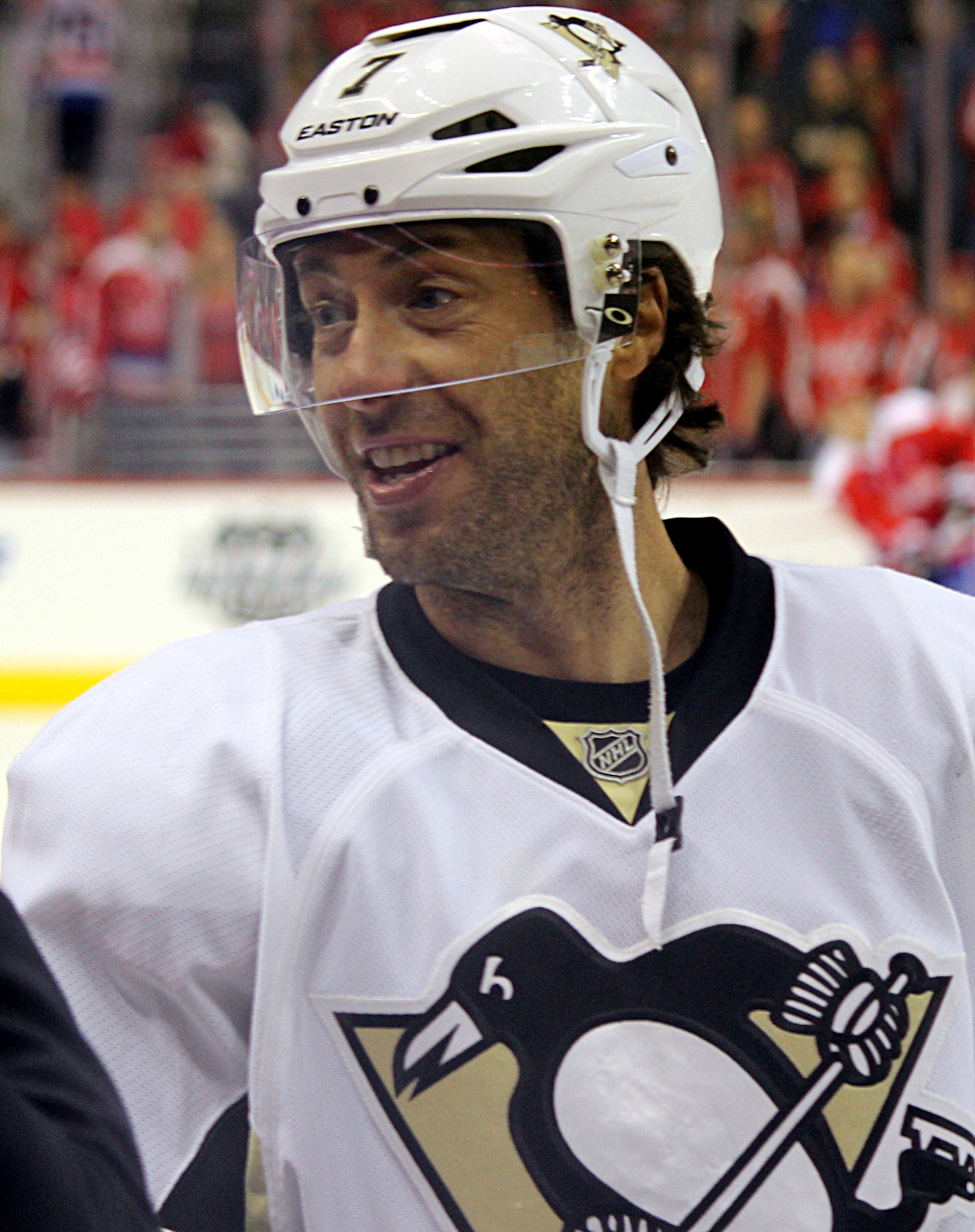
Matt Cullen, gewählt an Position 35

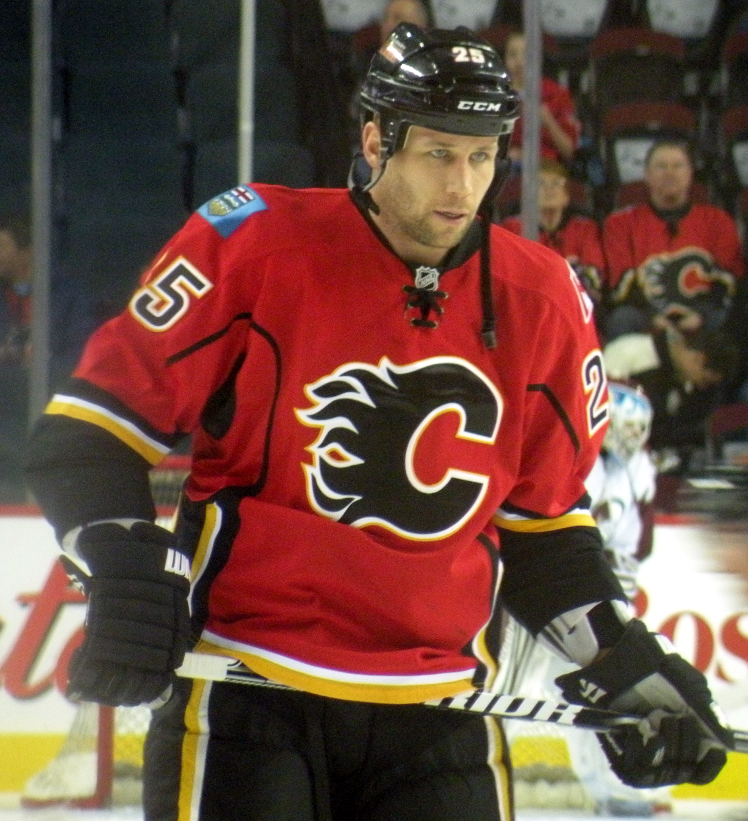
Steve Bégin, gewählt an Position 40

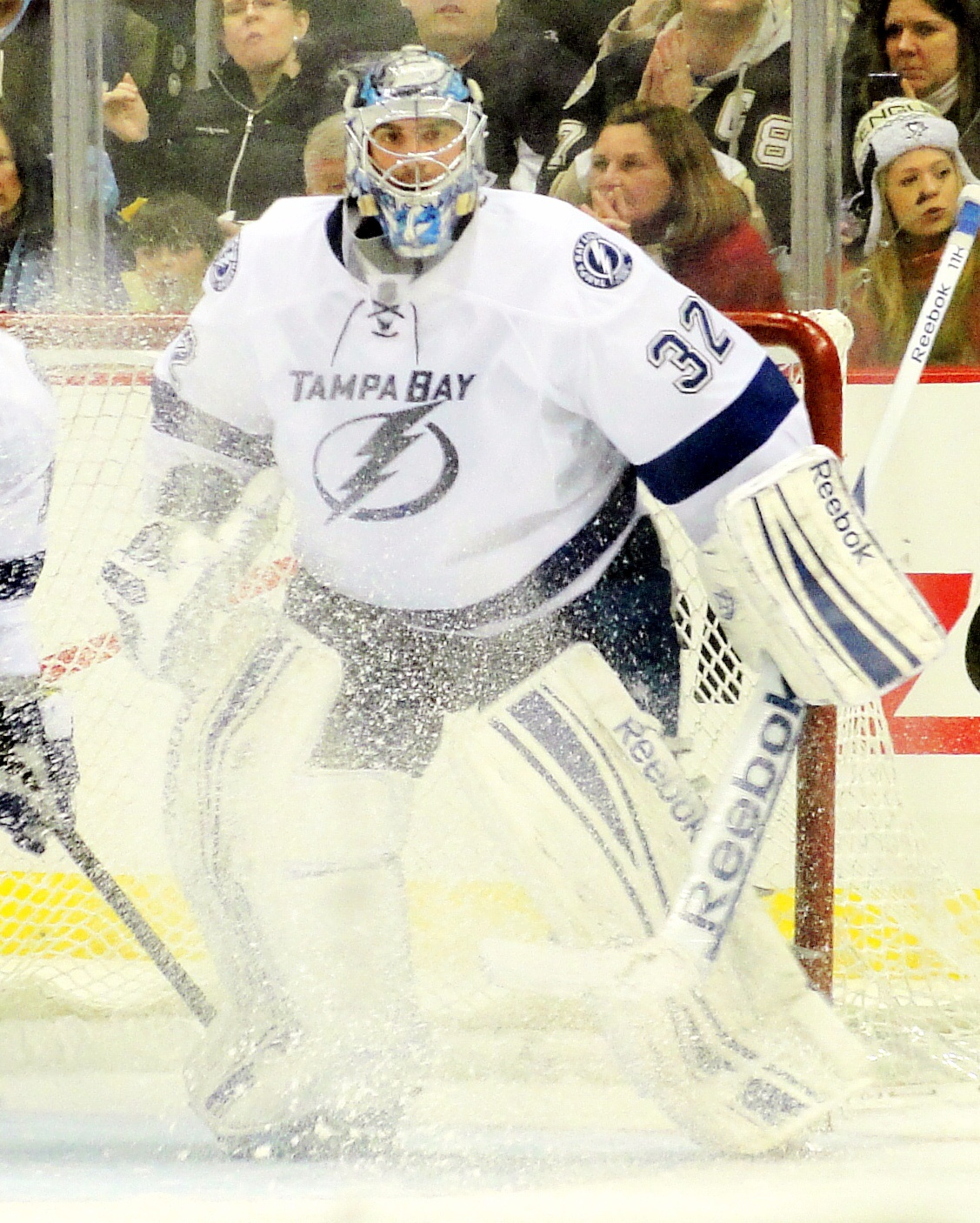
Mathieu Garon, gewählt an Position 44

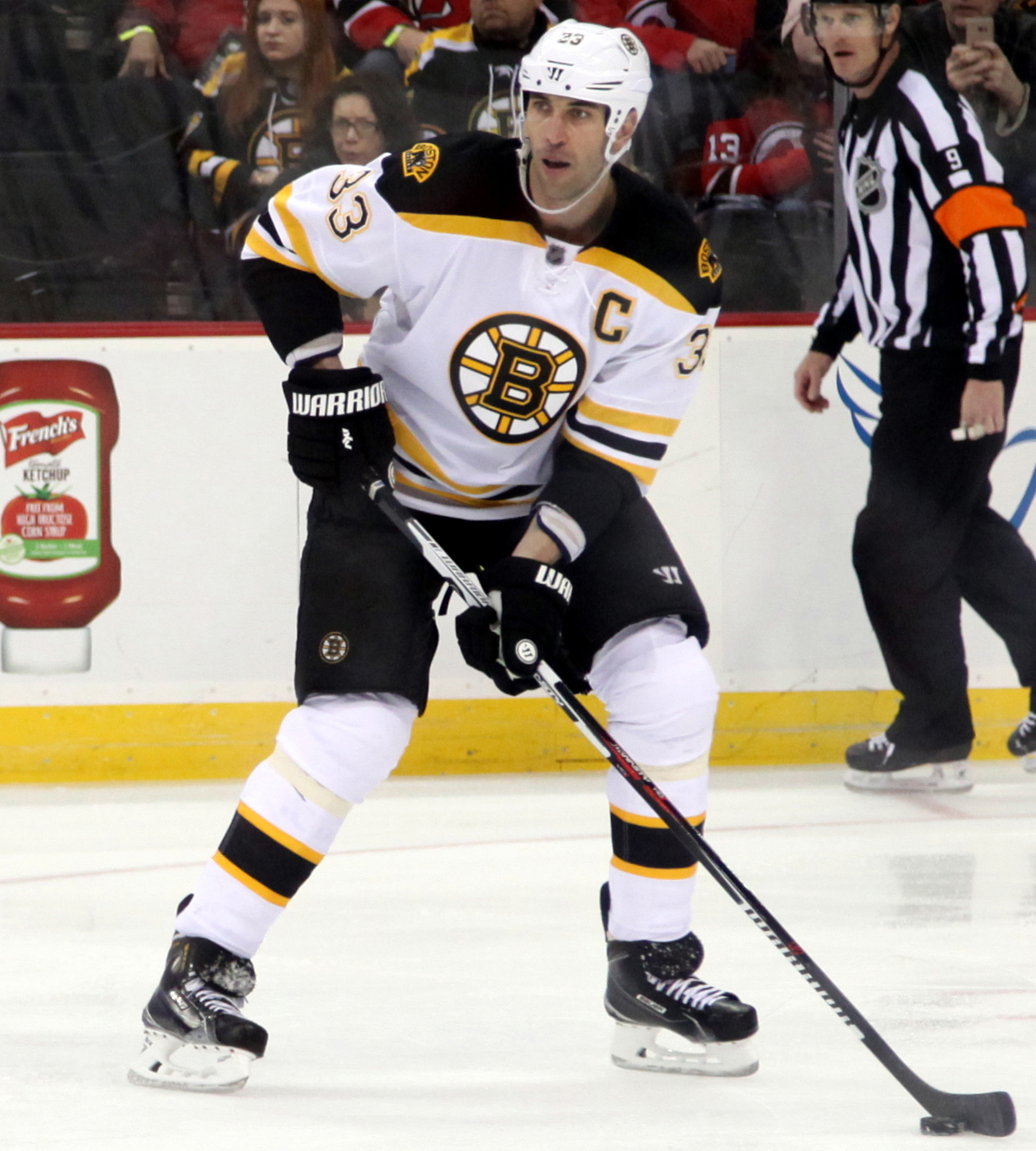
Zdeno Chára, gewählt an Position 56

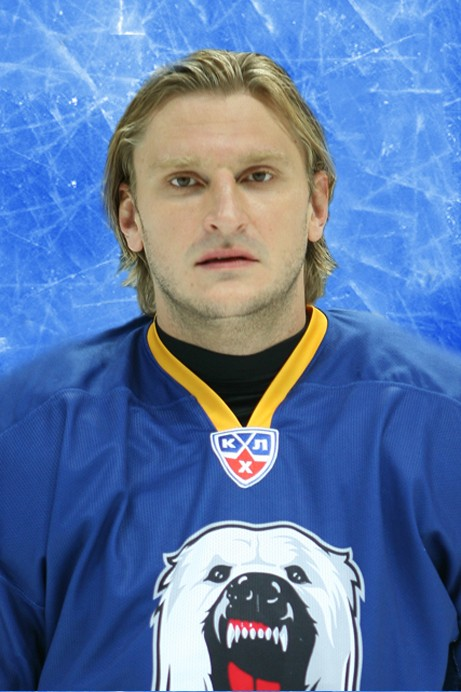
Oleg Kwascha, gewählt an Position 65

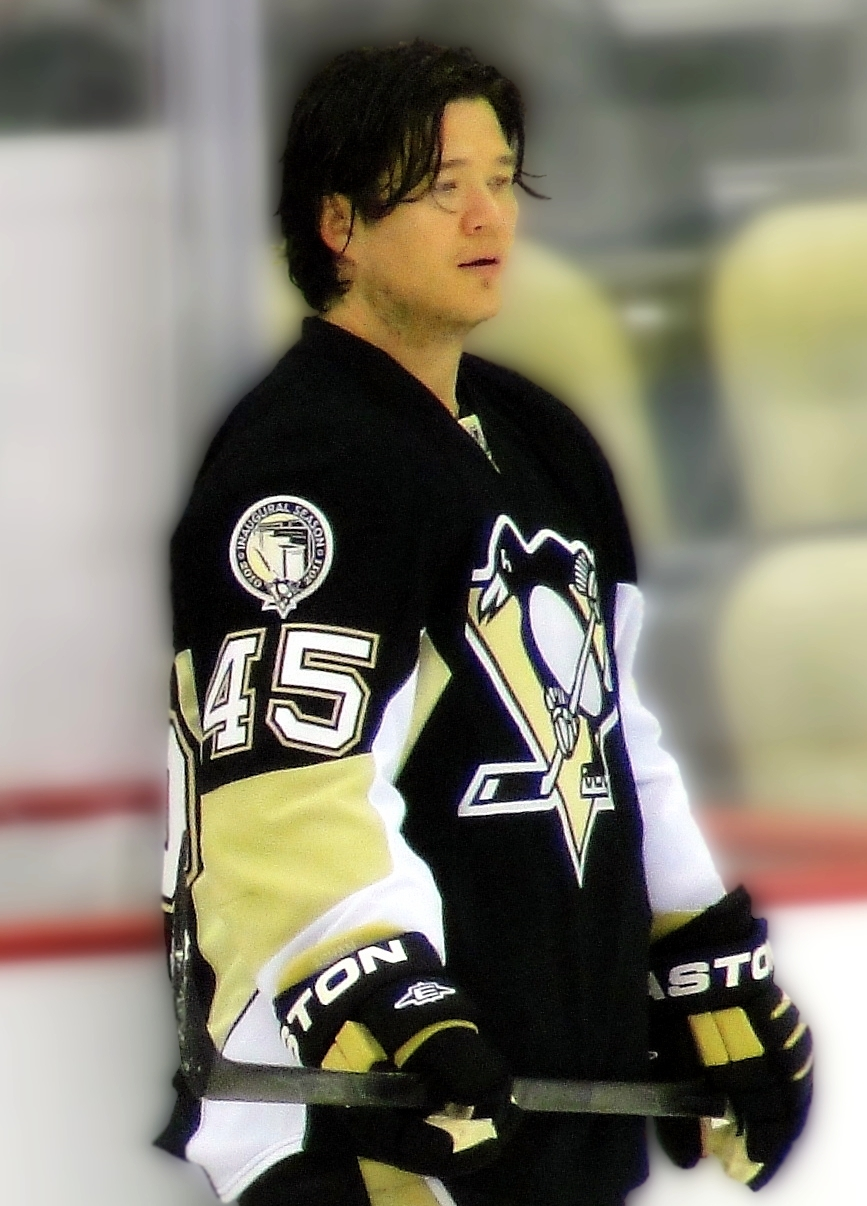
Arron Asham, gewählt an Position 71

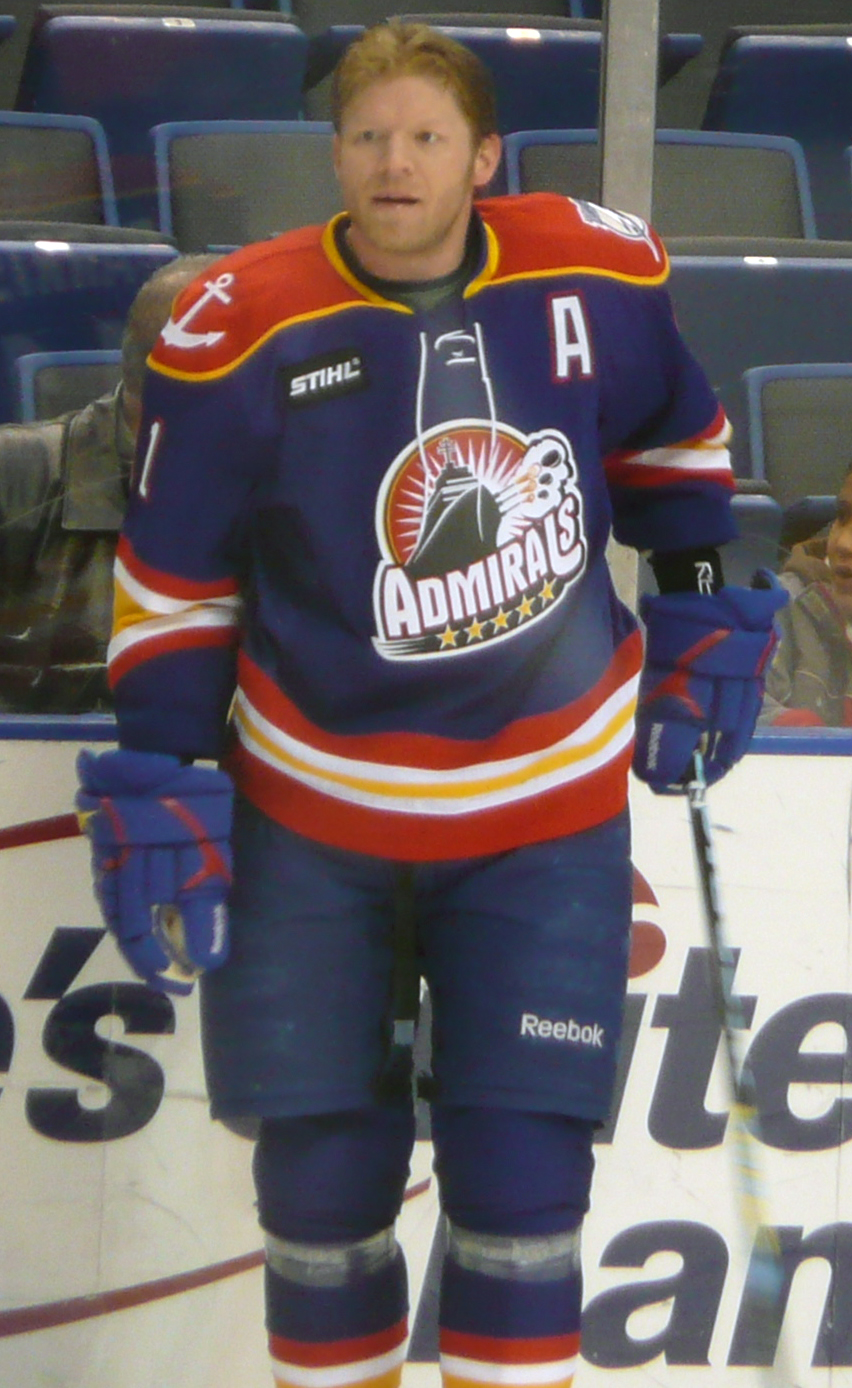
Mark Parrish, gewählt an Position 79

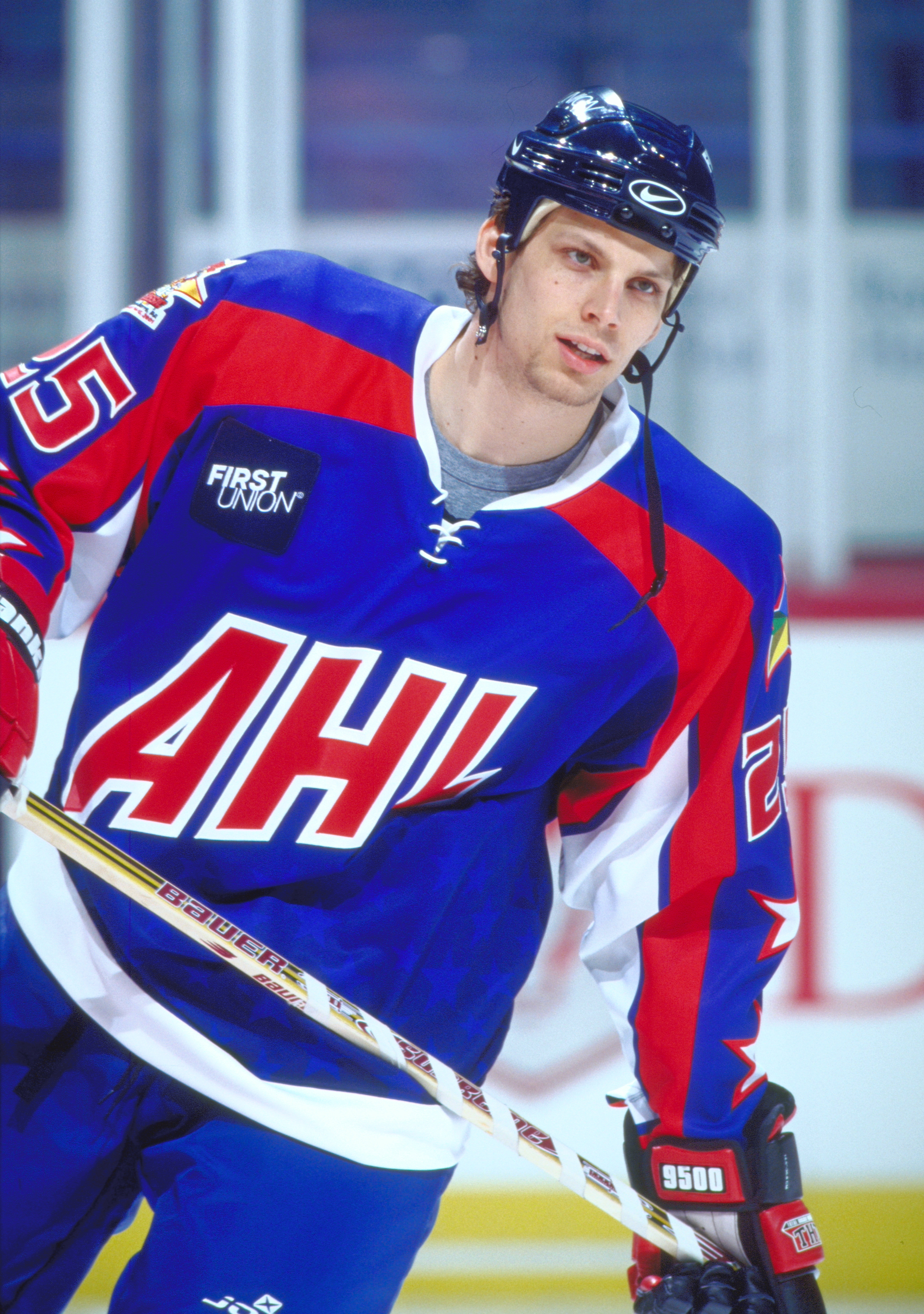
Josef Boumedienne, gewählt an Position 91

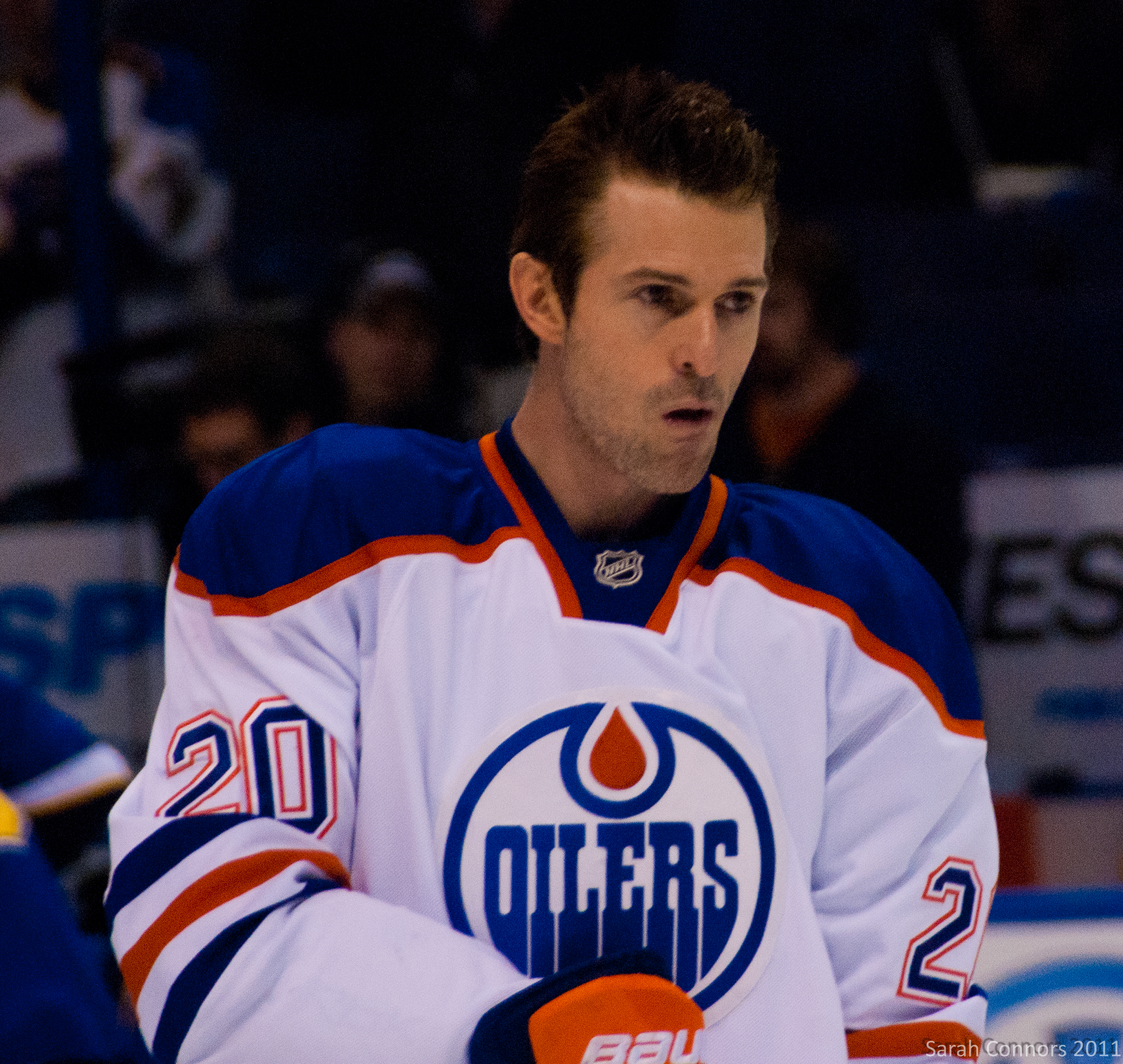
Éric Bélanger, gewählt an Position 96

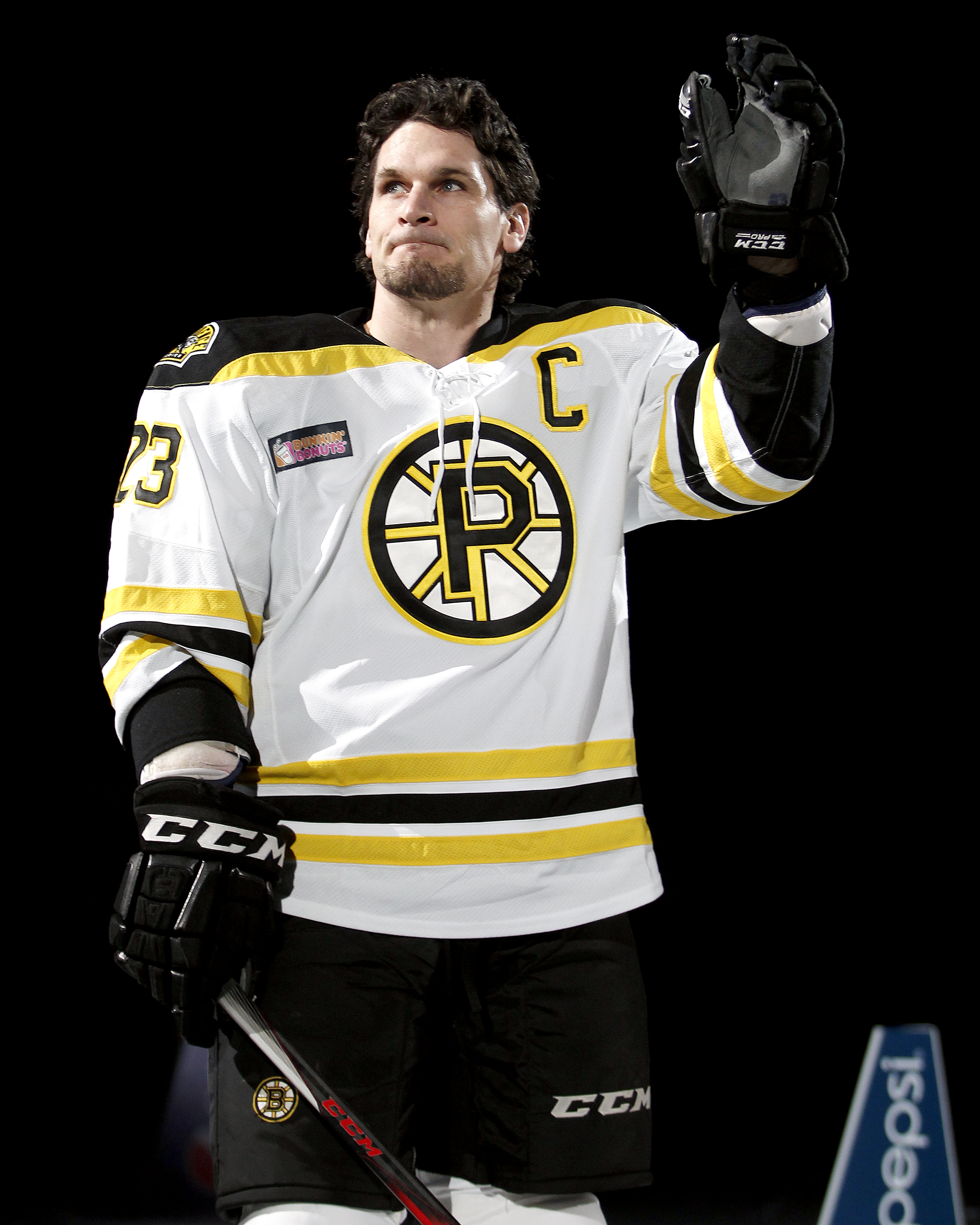
Trent Whitfield, gewählt an Position 100

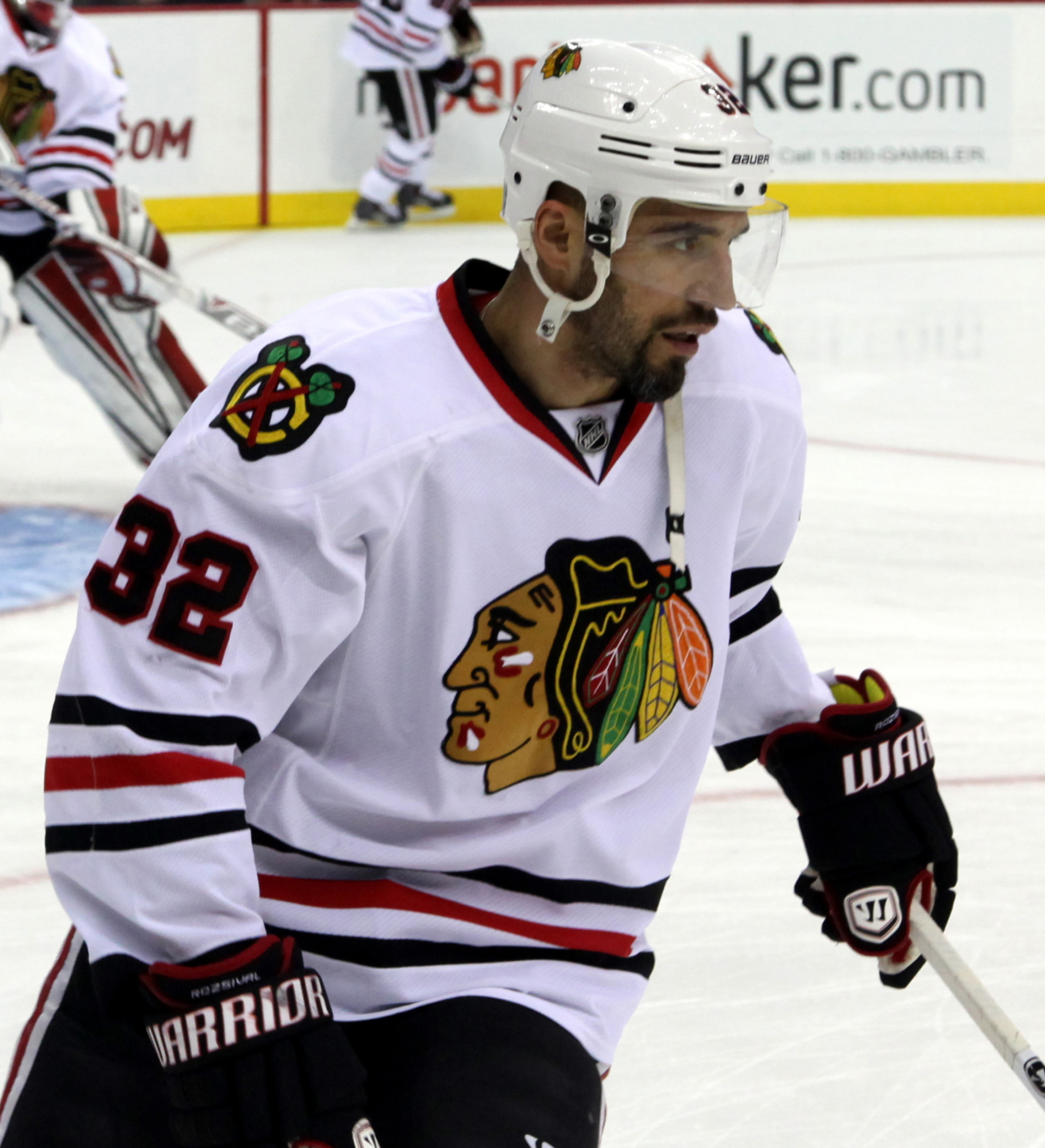
Michal Rozsíval, gewählt an Position 105

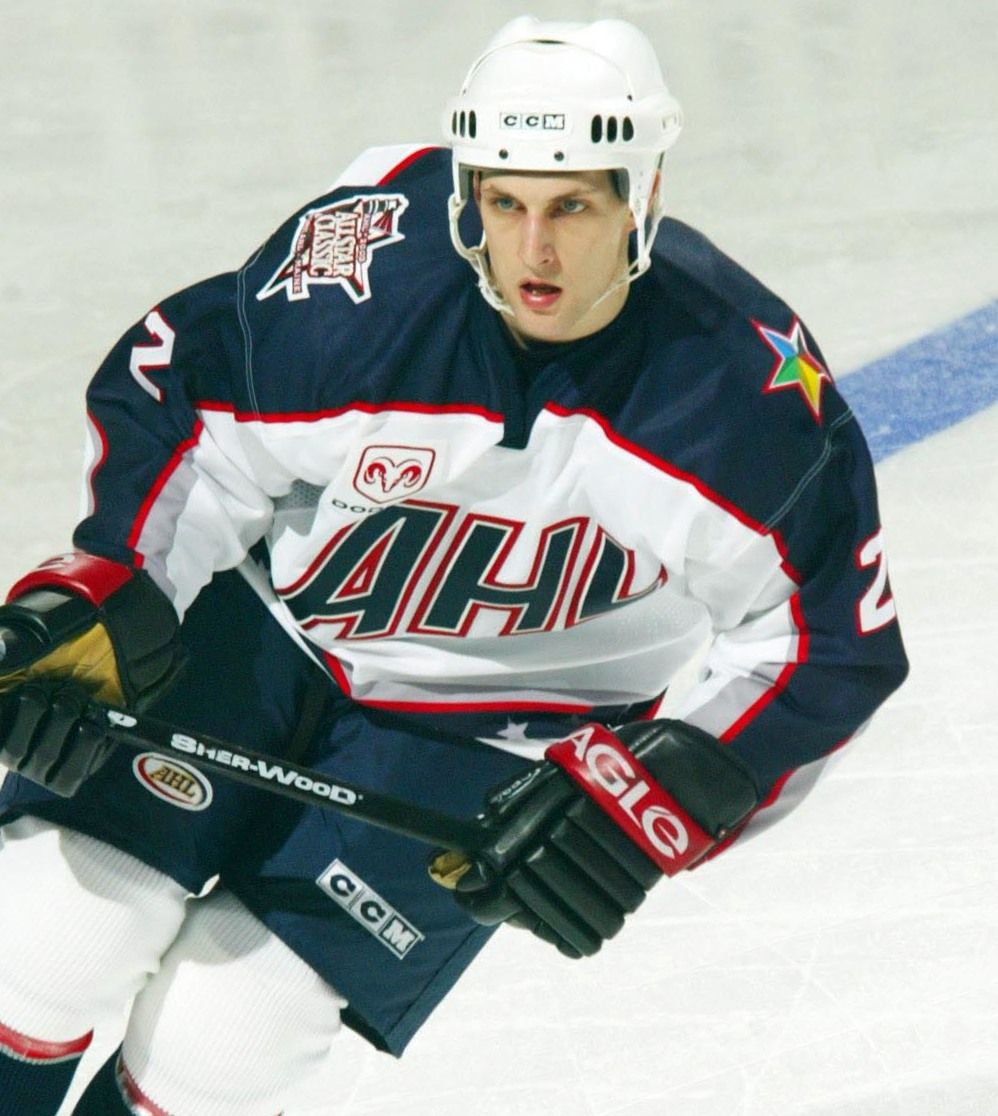
Andrew Berenzweig, gewählt an Position 109

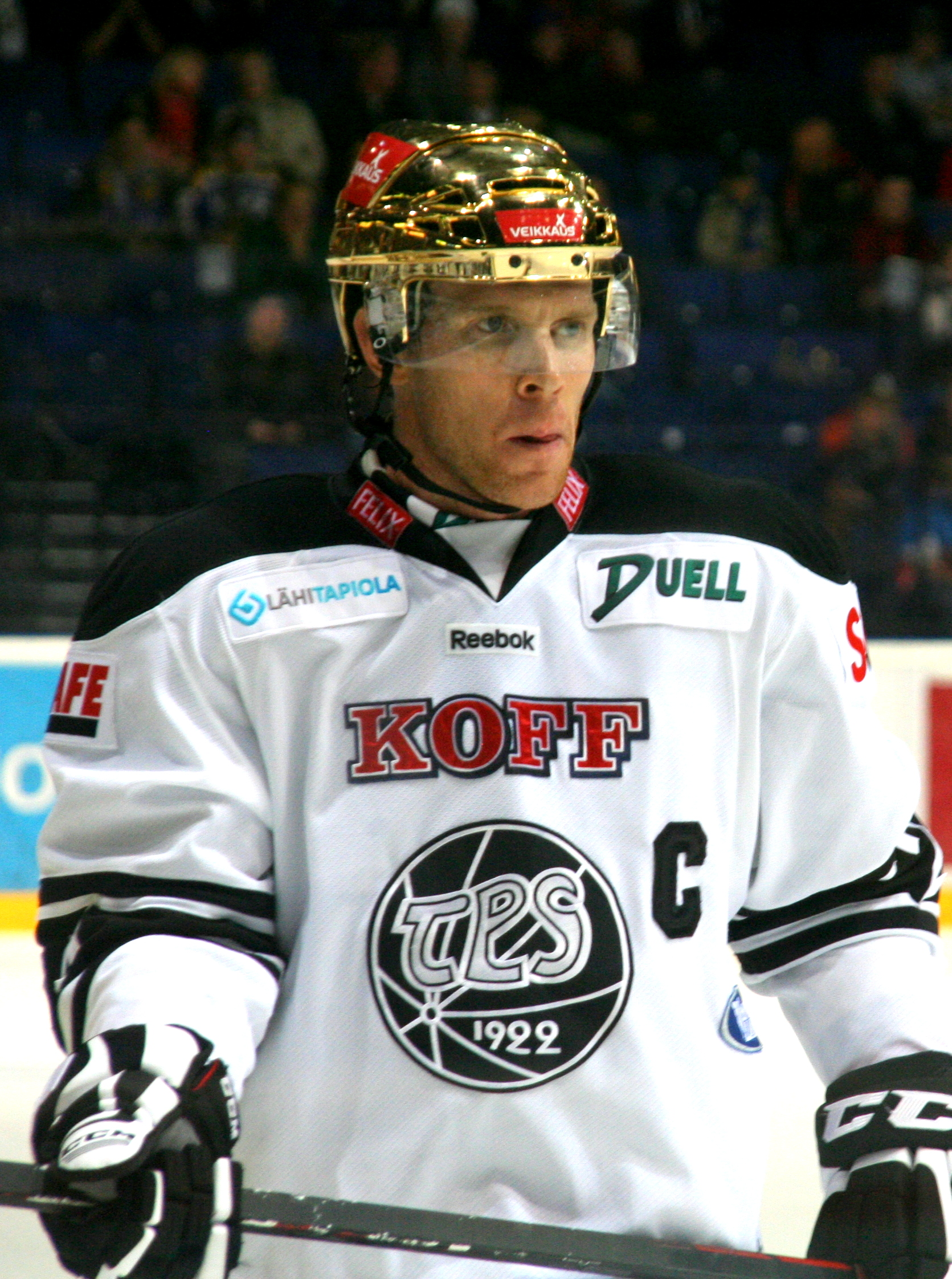
Brian Willsie, gewählt an Position 146

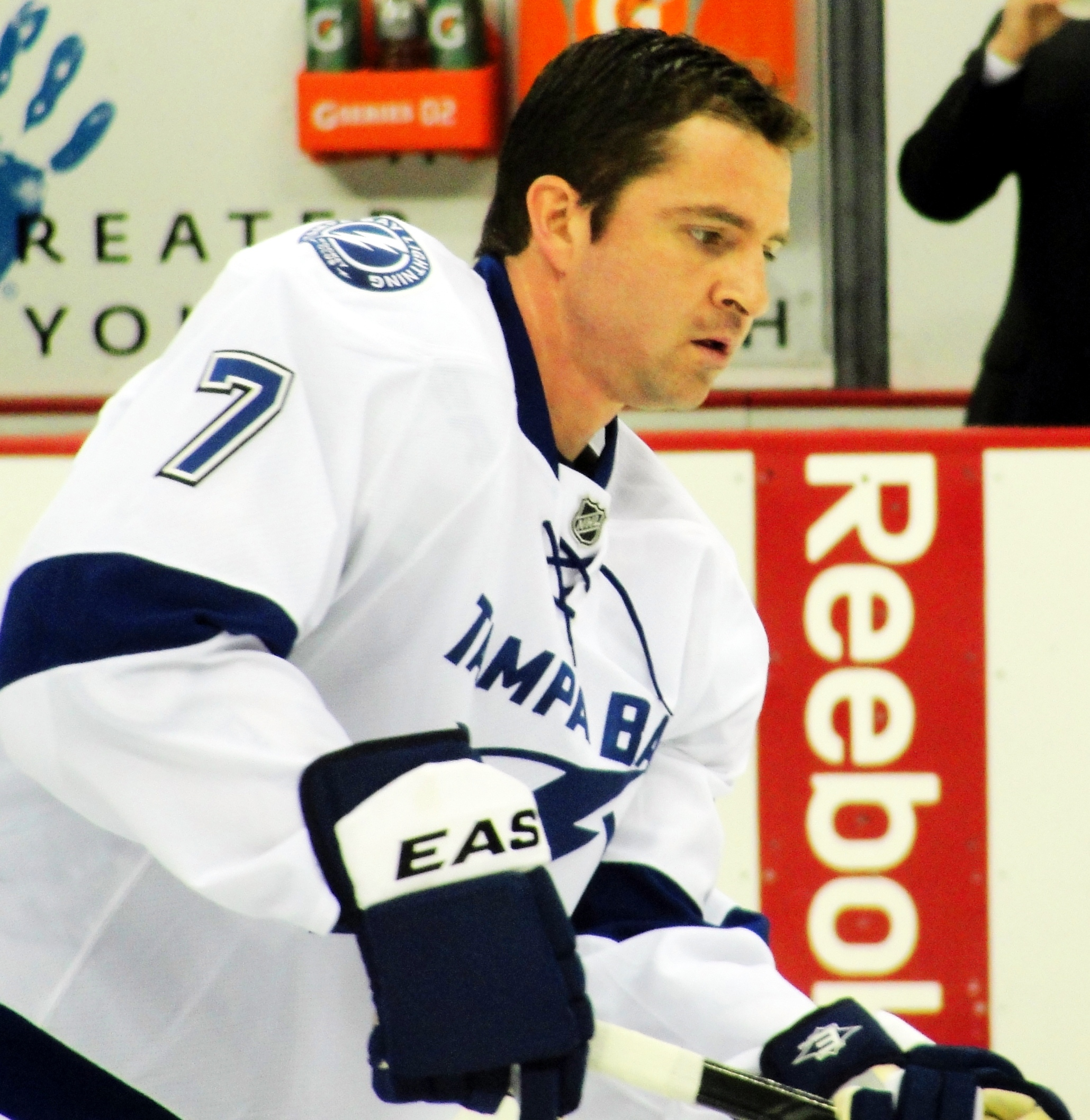
Brett Clark, gewählt an Position 154

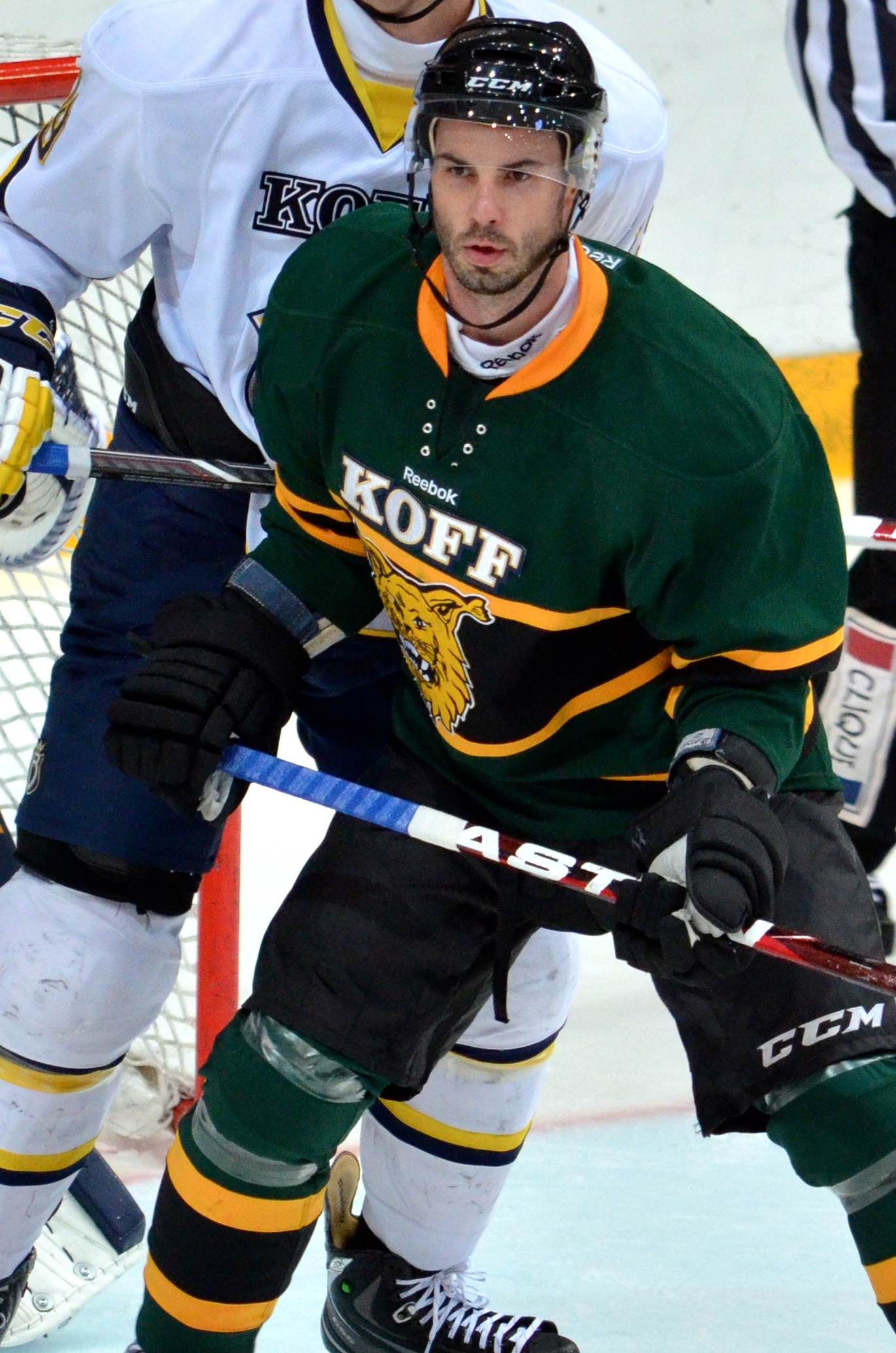
Daniel Corso, gewählt an Position 169

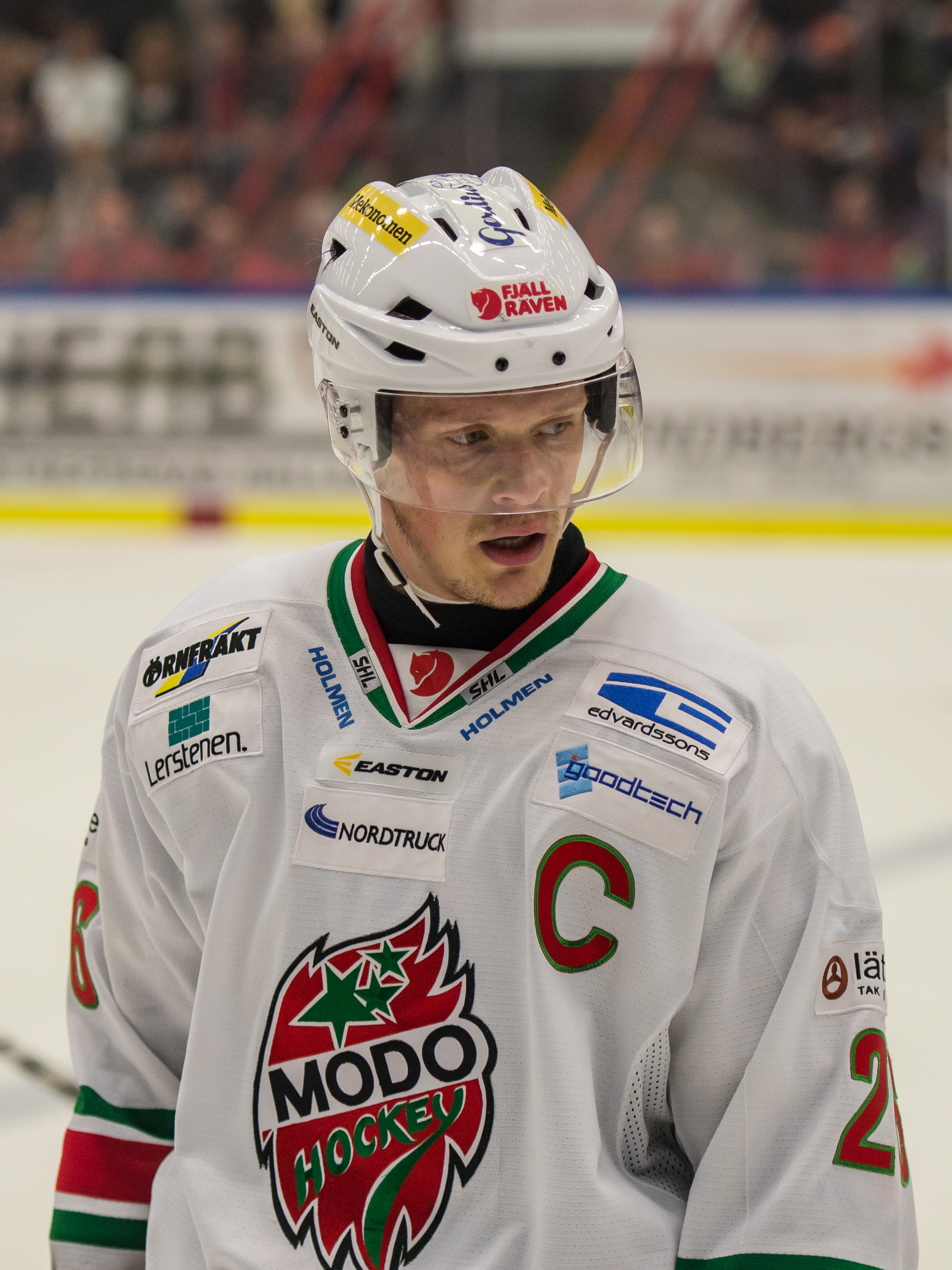
Samuel Påhlsson, gewählt an Position 176

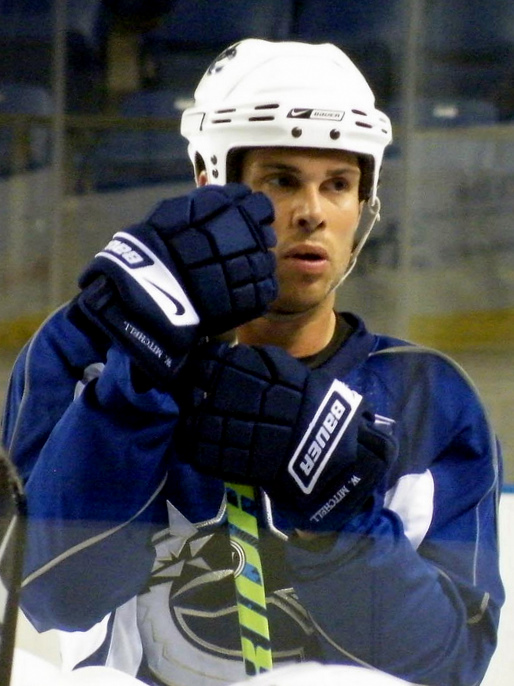
Willie Mitchell, gewählt an Position 199

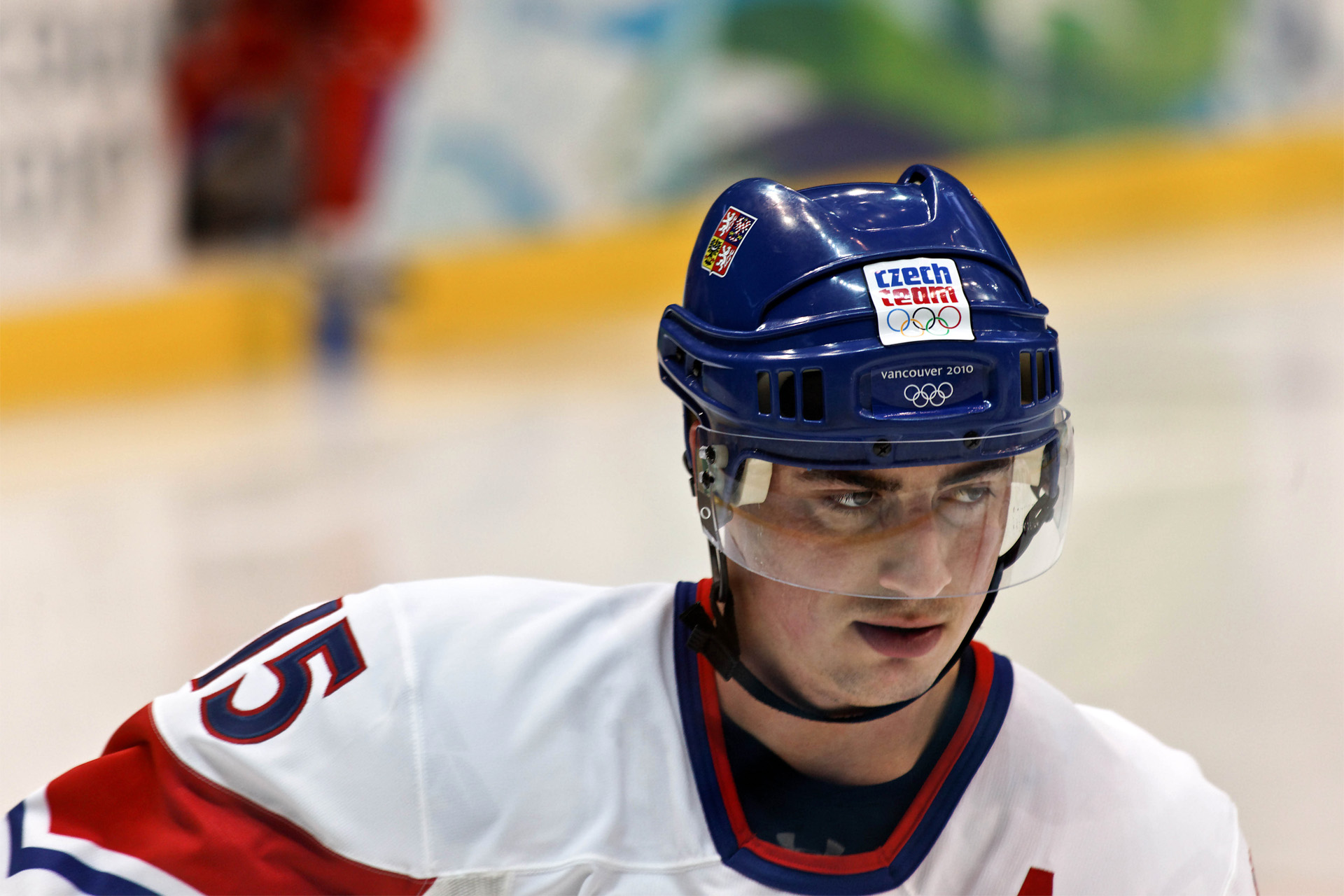
Tomáš Kaberle, gewählt an Position 204

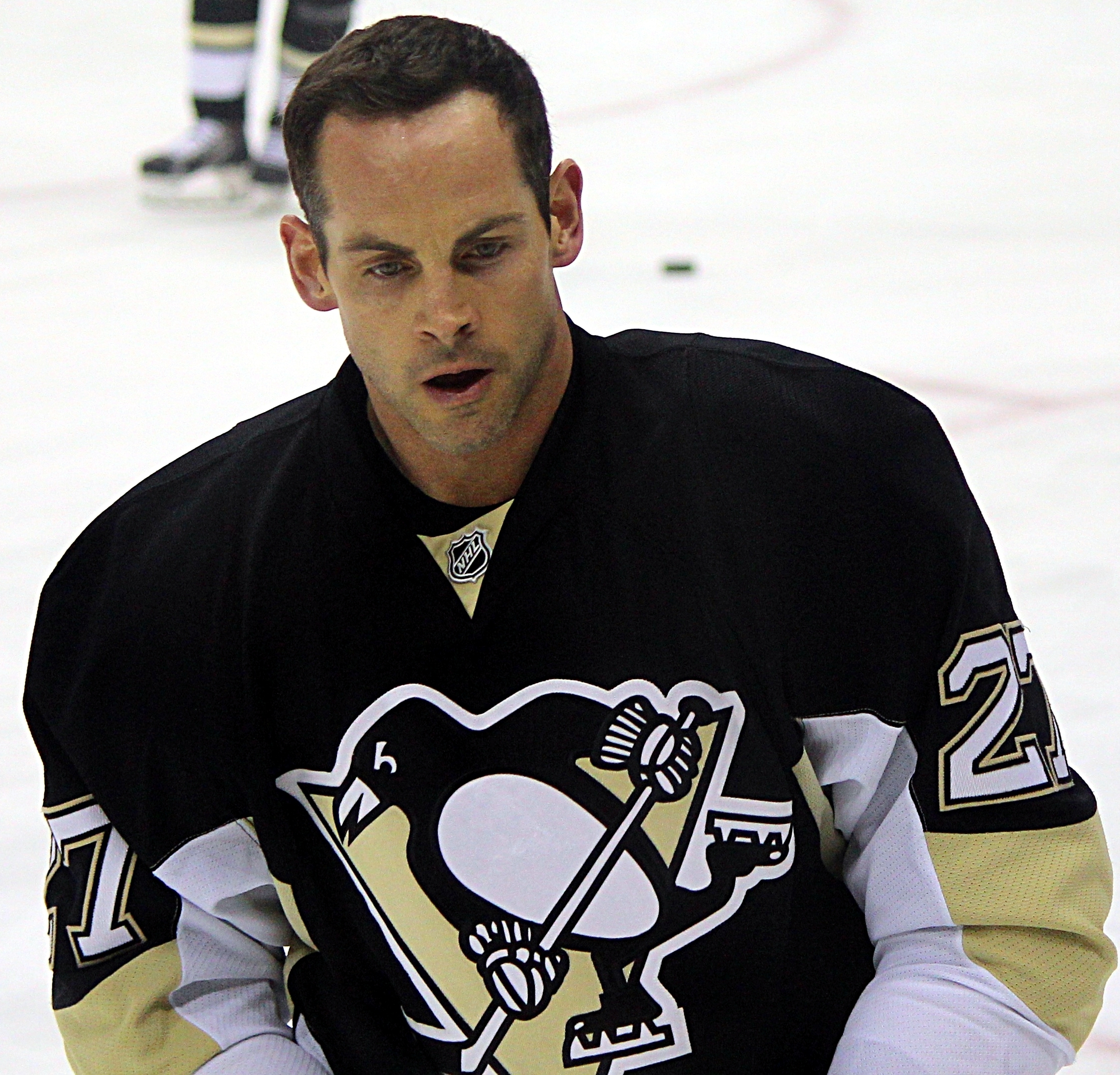
Craig Adams, gewählt an Position 223

| Inhaltsverzeichnis Runde 1 \| Runde 2 \| Runde 3 \| Runde 4 \| Runde 5 \| Runde 6 \| Runde 7 \| Runde 8 \| Runde 9 |

Abkürzungen:
Position mit C = Center, LW = linker Flügel, RW = rechter Flügel, D = Verteidiger, G = Torwart

### Runde 1
| #   | Spieler              | Nationalität       | Position | NHL-Team                                                                         | College-/Junioren-/Profi-Team          |
| --- | -------------------- | ------------------ | -------- | -------------------------------------------------------------------------------- | -------------------------------------- |
| 1.  | Chris Phillips       | Kanada             | D        | Ottawa Senators                                                                  | Prince Albert Raiders (WHL)            |
| 2.  | Andrei Sjusin        | Russland           | D        | San Jose Sharks                                                                  | Salawat Julajew Ufa (MHL)              |
| 3.  | Jean-Pierre Dumont   | Kanada             | RW       | New York Islanders                                                               | Foreurs de Val-d’Or (LHJMQ)            |
| 4.  | Alexander Woltschkow | Russland           | C        | Washington Capitals (von Los Angeles Kings)                                      | Barrie Colts (OHL)                     |
| 5.  | Richard Jackman      | Kanada             | D        | Dallas Stars                                                                     | Sault Ste. Marie Greyhounds (OHL)      |
| 6.  | Boyd Devereaux       | Kanada             | C        | Edmonton Oilers                                                                  | Kitchener Rangers (OHL)                |
| 7.  | Erik Rasmussen       | Vereinigte Staaten | C        | Buffalo Sabres                                                                   | University of Minnesota (NCAA)         |
| 8.  | Johnathan Aitken     | Kanada             | D        | Boston Bruins (von Hartford Whalers)                                             | Medicine Hat Tigers (WHL)              |
| 9.  | Ruslan Salej         | Belarus            | D        | Mighty Ducks of Anaheim                                                          | Las Vegas Thunder (IHL)                |
| 10. | Lance Ward           | Kanada             | D        | New Jersey Devils                                                                | Red Deer Rebels (WHL)                  |
| 11. | Dan Focht            | Kanada             | D        | Phoenix Coyotes                                                                  | Tri-City Americans (WHL)               |
| 12. | Josh Holden          | Kanada             | C        | Vancouver Canucks                                                                | Regina Pats (WHL)                      |
| 13. | Derek Morris         | Kanada             | D        | Calgary Flames                                                                   | Regina Pats (WHL)                      |
| 14. | Marty Reasoner       | Vereinigte Staaten | C        | St. Louis Blues (von St. Louis Blues via Edmonton Oilers)                        | Boston College (NCAA)                  |
| 15. | Dainius Zubrus       | Litauen            | C        | Philadelphia Flyers (von Toronto Maple Leafs)                                    | Pembroke Lumber Kings (CJHL)           |
| 16. | Mario Larocque       | Kanada             | D        | Tampa Bay Lightning                                                              | Olympiques de Hull (LHJMQ)             |
| 17. | Jaroslav Svejkovský  | Tschechien         | RW       | Washington Capitals                                                              | Tri-City Americans (WHL)               |
| 18. | Matt Higgins         | Kanada             | C        | Canadiens de Montréal                                                            | Moose Jaw Warriors (WHL)               |
| 19. | Matthieu Descôteaux  | Kanada             | D        | Edmonton Oilers (von Boston Bruins)                                              | Cataractes de Shawinigan (LHJMQ)       |
| 20. | Marcus Nilson        | Schweden           | LW       | Florida Panthers                                                                 | Djurgårdens IF (Elitserien)            |
| 21. | Marco Sturm          | Deutschland        | LW       | San Jose Sharks (von Chicago Blackhawks)                                         | EV Landshut (DEL)                      |
| 22. | Jeff Brown           | Kanada             | D        | New York Rangers                                                                 | Sarnia Sting (OHL)                     |
| 23. | Craig Hillier        | Kanada             | G        | Pittsburgh Penguins                                                              | Ottawa 67’s (OHL)                      |
| 24. | Daniel Brière        | Kanada             | C        | Phoenix Coyotes (von Philadelphia Flyers via San Jose Sharks und Buffalo Sabres) | Voltigeurs de Drummondville (LHJMQ)    |
| 25. | Peter Ratchuk        | Vereinigte Staaten | D        | Colorado Avalanche                                                               | Shattuck-Saint Mary’s (US High School) |
| 26. | Jesse Wallin         | Kanada             | D        | Detroit Red Wings                                                                | Red Deer Rebels (WHL)                  |

### Runde 2
| #   | Spieler         | Nationalität       | Position | NHL-Team                                                                      | College-/Junioren-/Profi-Team           |
| --- | --------------- | ------------------ | -------- | ----------------------------------------------------------------------------- | --------------------------------------- |
| 27. | Cory Sarich     | Kanada             | D        | Buffalo Sabres (von Ottawa Senators via St. Louis Blues)                      | Saskatoon Blades (WHL)                  |
| 28. | Pavel Skrbek    | Tschechien         | D        | Pittsburgh Penguins (von San Jose Sharks via New Jersey Devils)               | HC Poldi Kladno (tschech. Extraliga)    |
| 29. | Dan LaCouture   | Vereinigte Staaten | LW       | New York Islanders                                                            | Springfield Olympics (NEJHL)            |
| 30. | Josh Green      | Kanada             | LW       | Los Angeles Kings                                                             | Medicine Hat Tigers (WHL)               |
| 31. | Rémi Royer      | Kanada             | D        | Chicago Blackhawks (von Dallas Stars via Phoenix Coyotes und San Jose Sharks) | Laser de Saint-Hyacinthe (LHJMQ)        |
| 32. | Chris Hajt      | Vereinigte Staaten | D        | Edmonton Oilers                                                               | Guelph Storm (OHL)                      |
| 33. | Darren Van Oene | Kanada             | LW       | Buffalo Sabres                                                                | Brandon Wheat Kings (WHL)               |
| 34. | Trevor Wasyluk  | Kanada             | LW       | Hartford Whalers                                                              | Medicine Hat Tigers (WHL)               |
| 35. | Matt Cullen     | Vereinigte Staaten | C        | Mighty Ducks of Anaheim                                                       | St. Cloud State University (NCAA)       |
| 36. | Marek Posmyk    | Tschechien         | D        | Toronto Maple Leafs (von New Jersey Devils)                                   | Dukla Jihlava (tschech. Extraliga)      |
| 37. | Marián Cisár    | Slowakei           | RW       | Los Angeles Kings (von Phoenix Coyotes)                                       | Slovan Bratislava (slowak. Extraliga)   |
| 38. | Wes Mason       | Kanada             | LW       | New Jersey Devils (von Vancouver Canucks)                                     | Sarnia Sting (OHL)                      |
| 39. | Travis Brigley  | Kanada             | LW       | Calgary Flames                                                                | Lethbridge Hurricanes (WHL)             |
| 40. | Steve Bégin     | Kanada             | C        | Calgary Flames (von St. Louis Blues)                                          | Foreurs de Val-d’Or (LHJMQ)             |
| 41. | Josh DeWolf     | Vereinigte Staaten | D        | New Jersey Devils (von Toronto Maple Leafs via Pittsburgh Penguins)           | Twin City Vulcans (USHL)                |
| 42. | Jeff Paul       | Kanada             | D        | Chicago Blackhawks (von Tampa Bay Lightning)                                  | Niagara Falls Thunder (OHL)             |
| 43. | Jan Bulis       | Tschechien         | C        | Washington Capitals                                                           | Barrie Colts (OHL)                      |
| 44. | Mathieu Garon   | Kanada             | G        | Canadiens de Montréal                                                         | Tigres de Victoriaville (LHJMQ)         |
| 45. | Henry Kuster    | Kanada             | RW       | Boston Bruins                                                                 | Medicine Hat Tigers (WHL)               |
| 46. | Geoff Peters    | Kanada             | C        | Chicago Blackhawks (von Florida Panthers via San Jose Sharks)                 | Niagara Falls Thunder (OHL)             |
| 47. | Pierre Dagenais | Kanada             | RW       | New Jersey Devils (von Chicago Blackhawks via Tampa Bay Lightning)            | Moncton Alpines (LHJMQ)                 |
| 48. | Daniel Goneau   | Kanada             | LW       | New York Rangers                                                              | Prédateurs de Granby (LHJMQ)            |
| 49. | Colin White     | Kanada             | D        | New Jersey Devils (von Pittsburgh Penguins)                                   | Olympiques de Hull (LHJMQ)              |
| 50. | Francis Larivée | Kanada             | G        | Toronto Maple Leafs (von Philadelphia Flyers)                                 | Titan Collège Français de Laval (LHJMQ) |
| 51. | Juri Babenko    | Russland           | C        | Colorado Avalanche                                                            | Krylja Sowetow Moskau (MHL)             |
| 52. | Aren Miller     | Kanada             | G        | Detroit Red Wings                                                             | Spokane Chiefs (WHL)                    |

### Runde 3
| #   | Spieler             | Nationalität       | Position | NHL-Team                                                             | College-/Junioren-/Profi-Team            |
| --- | ------------------- | ------------------ | -------- | -------------------------------------------------------------------- | ---------------------------------------- |
| 53. | Éric Naud           | Kanada             | LW       | Boston Bruins (von Ottawa Senators)                                  | Laser de Saint-Hyacinthe (LHJMQ)         |
| 54. | François Méthot     | Kanada             | C        | Buffalo Sabres Anm. 1                                                | Laser de Saint-Hyacinthe (LHJMQ)         |
| 55. | Terry Friesen       | Kanada             | G        | San Jose Sharks                                                      | Swift Current Broncos (WHL)              |
| 56. | Zdeno Chára         | Slowakei           | D        | New York Islanders                                                   | Dukla Trenčín U20 (Slowakei U20)         |
| 57. | Greg Phillips       | Kanada             | RW       | Los Angeles Kings                                                    | Saskatoon Blades (WHL)                   |
| 58. | Sergei Simakow      | Russland           | D        | Washington Capitals (von Dallas Stars)                               | Krylja Sowetow Moskau (MHL)              |
| 59. | Tom Poti            | Vereinigte Staaten | D        | Edmonton Oilers                                                      | Cushing Academy (US High School)         |
| 60. | Chris Allen         | Kanada             | D        | Florida Panthers (von Buffalo Sabres)                                | Kingston Frontenacs (OHL)                |
| 61. | Andrei Petrunin     | Russland           | RW       | Hartford Whalers                                                     | ZSKA Moskau (MHL)                        |
| 62. | Per-Anton Lundström | Schweden           | D        | Phoenix Coyotes (von Mighty Ducks of Anaheim)                        | MoDo Hockeyklubb (Elitserien)            |
| 63. | Scott Parker        | Vereinigte Staaten | RW       | New Jersey Devils                                                    | Kelowna Rockets (WHL)                    |
| 64. | Chester Gallant     | Kanada             | RW       | Philadelphia Flyers (von Phoenix Coyotes)                            | Niagara Falls Thunder (OHL)              |
| 65. | Oleg Kwascha        | Russland           | LW       | Florida Panthers (von Vancouver Canucks)                             | ZSKA Moskau (MHL)                        |
| 66. | Mike Lankshear      | Kanada             | D        | Toronto Maple Leafs (von Calgary Flames)                             | Guelph Storm (OHL)                       |
| 67. | Gordie Dwyer        | Kanada             | LW       | St. Louis Blues                                                      | Harfangs de Beauport (LHJMQ)             |
| 68. | Kostjantyn Kalmykow | Ukraine            | LW       | Toronto Maple Leafs                                                  | Detroit Falcons (CoHL)                   |
| 69. | Curtis Tipler       | Kanada             | RW       | Tampa Bay Lightning                                                  | Regina Pats (WHL)                        |
| 70. | Jon Sim             | Kanada             | LW       | Dallas Stars (von Washington Capitals)                               | Sarnia Sting (OHL)                       |
| 71. | Arron Asham         | Kanada             | RW       | Canadiens de Montréal                                                | Red Deer Rebels (WHL)                    |
| 72. | Boyd Kane           | Kanada             | LW       | Pittsburgh Penguins (von Boston Bruins)                              | Regina Pats (WHL)                        |
| 73. | Dmitri Wlassenkow   | Russland           | LW       | Calgary Flames (von Florida Panthers)                                | Torpedo Jaroslawl (MHL)                  |
| 74. | David Weninger      | Kanada             | G        | Washington Capitals (von Chicago Blackhawks)                         | Michigan Technological University (NCAA) |
| 75. | Zenith Komarniski   | Kanada             | D        | Vancouver Canucks Anm. 2                                             | Tri-City Americans (WHL)                 |
| 76. | Dmitri Subbotin     | Russland           | LW       | New York Rangers                                                     | ZSKA Moskau (MHL)                        |
| 77. | Borys Prozenko      | Ukraine            | RW       | Pittsburgh Penguins                                                  | Calgary Hitmen (WHL)                     |
| 78. | Shawn McNeil        | Kanada             | C        | Washington Capitals (von Philadelphia Flyers via Colorado Avalanche) | Kamloops Blazers (WHL)                   |
| 79. | Mark Parrish        | Vereinigte Staaten | RW       | Colorado Avalanche                                                   | St. Cloud State (NCAA)                   |
| 80. | Jason Doyle         | Kanada             | RW       | Boston Bruins (von Detroit Red Wings via Tampa Bay Lightning)        | Sault Ste. Marie Greyhounds (OHL)        |

### Runde 4
| #    | Spieler            | Nationalität       | Position | NHL-Team                                                                                        | College-/Junioren-/Profi-Team         |
| ---- | ------------------ | ------------------ | -------- | ----------------------------------------------------------------------------------------------- | ------------------------------------- |
| 81.  | Antti-Jussi Niemi  | Finnland           | D        | Ottawa Senators                                                                                 | Jokerit Helsinki (SM-liiga)           |
| 82.  | Joey Tetarenko     | Kanada             | RW       | Florida Panthers (von San Jose Sharks)                                                          | Portland Winter Hawks (WHL)           |
| 83.  | Tyrone Garner      | Kanada             | G        | New York Islanders                                                                              | Oshawa Generals (OHL)                 |
| 84.  | Mikael Simons      | Schweden           | RW       | Los Angeles Kings (von Los Angeles Kings via Toronto Maple Leafs und Philadelphia Flyers)       | Mora IK (Division 1)                  |
| 85.  | Justin Davis       | Kanada             | RW       | Washington Capitals (von Dallas Stars via Los Angeles Kings)                                    | Kingston Frontenacs (OHL)             |
| 86.  | Jason Sessa        | Vereinigte Staaten | RW       | Toronto Maple Leafs (von Edmonton Oilers)                                                       | Lake Superior State University (NCAA) |
| 87.  | Kurt Walsh         | Kanada             | RW       | Buffalo Sabres                                                                                  | Owen Sound Platers (OHL)              |
| 88.  | Craig MacDonald    | Kanada             | C        | Hartford Whalers                                                                                | Harvard University (NCAA)             |
| 89.  | Toni Lydman        | Finnland           | D        | Calgary Flames Anm. 3                                                                           | Reipas Lahti (I-divisioona)           |
| 90.  | Mike Hurley        | Kanada             | RW       | Dallas Stars (von Mighty Ducks of Anaheim via Washington Capitals)                              | Tri-City Americans (WHL)              |
| 91.  | Josef Boumedienne  | Schweden           | D        | New Jersey Devils                                                                               | Huddinge IK (I-divisioona)            |
| 92.  | Kim Staal          | Danemark           | C        | Canadiens de Montréal (von Phoenix Coyotes via Mighty Ducks of Anaheim und Toronto Maple Leafs) | Malmö IF U20 (J20 SuperElit)          |
| 93.  | Jonas Soling       | Schweden           | RW       | Vancouver Canucks                                                                               | Huddinge IK (I-divisioona)            |
| 94.  | Christian Lefebvre | Kanada             | D        | Calgary Flames                                                                                  | Prédateurs de Granby (LHJMQ)          |
| 95.  | Jon Zukiwsky       | Kanada             | C        | St. Louis Blues                                                                                 | Red Deer Rebels (WHL)                 |
| 96.  | Éric Bélanger      | Kanada             | C        | Los Angeles Kings (von Toronto Maple Leafs)                                                     | Harfangs de Beauport (LHJMQ)          |
| 97.  | Andrei Petrakow    | Russland           | RW       | St. Louis Blues (von Tampa Bay Lightning)                                                       | Awtomobilist Jekaterinburg (MHL)      |
| 98.  | Ben Storey         | Kanada             | D        | Colorado Avalanche (von Washington Capitals)                                                    | Harvard University (NCAA)             |
| 99.  | Étienne Drapeau    | Kanada             | C        | Canadiens de Montréal                                                                           | Harfangs de Beauport (LHJMQ)          |
| 100. | Trent Whitfield    | Kanada             | C        | Boston Bruins                                                                                   | Spokane Chiefs (WHL)                  |
| 101. | Josh MacNevin      | Kanada             | D        | New Jersey Devils Anm. 4                                                                        | Vernon Vipers (BCHL)                  |
| 102. | Matt Bradley       | Kanada             | RW       | San Jose Sharks (von Florida Panthers)                                                          | Kingston Frontenacs (OHL)             |
| 103. | Wladimir Antipow   | Russland           | RW       | Toronto Maple Leafs (von Chicago Blackhawks via Phoenix Coyotes)                                | Torpedo Jaroslawl II (Wysschaja Liga) |
| 104. | Steve Wasylko      | Kanada             | C        | Hartford Whalers (von New York Rangers)                                                         | Detroit Whalers (OHL)                 |
| 105. | Michal Rozsíval    | Tschechien         | D        | Pittsburgh Penguins                                                                             | Dukla Jihlava U20 (Tschechien U20)    |
| 106. | Mike Martone       | Kanada             | D        | Buffalo Sabres (von Philadelphia Flyers via San Jose Sharks)                                    | Peterborough Petes (OHL)              |
| 107. | Randy Petruk       | Kanada             | G        | Colorado Avalanche                                                                              | Kamloops Blazers (WHL)                |
| 108. | Johan Forsander    | Schweden           | LW       | Detroit Red Wings                                                                               | HV71 (Elitserien)                     |

### Runde 5
| #    | Spieler              | Nationalität       | Position | NHL-Team                                                    | College-/Junioren-/Profi-Team                |
| ---- | -------------------- | ------------------ | -------- | ----------------------------------------------------------- | -------------------------------------------- |
| 109. | Andrew Berenzweig    | Vereinigte Staaten | D        | New York Islanders (von Ottawa Senators)                    | University of Michigan (NCAA)                |
| 110. | Peter Cava           | Kanada             | C        | Toronto Maple Leafs (von San Jose Sharks)                   | Sault Ste. Marie Greyhounds (OHL)            |
| 111. | Brandon Sugden       | Kanada             | RW       | Toronto Maple Leafs (von New York Islanders)                | London Knights (OHL)                         |
| 112. | Ryan Christie        | Kanada             | LW       | Dallas Stars (von Los Angeles Kings)                        | Owen Sound Platers (OHL)                     |
| 113. | Jewgeni Zybuk        | Russland           | D        | Dallas Stars                                                | Torpedo Jaroslawl II (Wysschaja Liga)        |
| 114. | Brian Urick          | Vereinigte Staaten | RW       | Edmonton Oilers                                             | University of Notre Dame (NCAA)              |
| 115. | Alexei Tesikow       | Russland           | D        | Buffalo Sabres                                              | Lada Toljatti (MHL)                          |
| 116. | Mark McMahon         | Kanada             | D        | Hartford Whalers                                            | Kitchener Rangers (OHL)                      |
| 117. | Brendan Buckley      | Vereinigte Staaten | D        | Mighty Ducks of Anaheim                                     | Boston College (NCAA)                        |
| 118. | Glenn Crawford       | Kanada             | C        | New Jersey Devils                                           | Windsor Spitfires (OHL)                      |
| 119. | Richard Lintner      | Slowakei           | D        | Phoenix Coyotes                                             | Dukla Trenčín (slowak. Extraliga)            |
| 120. | Jesse Black          | Kanada             | D        | Los Angeles Kings Anm. 5                                    | Niagara Falls Thunder (OHL)                  |
| 121. | Tyler Prosofsky      | Kanada             | C        | Vancouver Canucks                                           | Kelowna Rockets (WHL)                        |
| 122. | Josef Straka         | Tschechien         | C        | Calgary Flames                                              | HC Chemopetrol Litvínov (tschech. Extraliga) |
| 123. | Peter Hogan          | Kanada             | D        | Los Angeles Kings (von St. Louis Blues)                     | Oshawa Generals (OHL)                        |
| 124. | Per-Ragnar Bergkvist | Schweden           | G        | Philadelphia Flyers (von Toronto Maple Leafs)               | Leksands IF (Elitserien)                     |
| 125. | Jason Robinson       | Kanada             | D        | Tampa Bay Lightning                                         | Niagara Falls Thunder (OHL)                  |
| 126. | Matt Lahey           | Kanada             | LW       | Washington Capitals                                         | Peterborough Petes (OHL)                     |
| 127. | Daniel Archambault   | Kanada             | D        | Canadiens de Montréal                                       | Foreurs de Val-d’Or (LHJMQ)                  |
| 128. | Petr Šachl           | Tschechien         | RW       | New York Islanders (von Boston Bruins)                      | HC České Budějovice (tschech. Extraliga)     |
| 129. | Andrew Long          | Kanada             | C        | Florida Panthers                                            | Guelph Storm (OHL)                           |
| 130. | Andy Johnson         | Kanada             | D        | Chicago Blackhawks                                          | Peterborough Petes (OHL)                     |
| 131. | Colin Pepperall      | Kanada             | LW       | New York Rangers                                            | Niagara Falls Thunder (OHL)                  |
| 132. | Elias Abrahamsson    | Schweden           | D        | Boston Bruins (von Pittsburgh Penguins via San Jose Sharks) | Halifax Mooseheads (LHJMQ)                   |
| 133. | Jesse Boulerice      | Vereinigte Staaten | RW       | Philadelphia Flyers                                         | Detroit Whalers (OHL)                        |
| 134. | Luke Curtin          | Vereinigte Staaten | LW       | Colorado Avalanche                                          | Kelowna Rockets (WHL)                        |
| 135. | Michal Podolka       | Tschechien         | G        | Detroit Red Wings                                           | Sault Ste. Marie Greyhounds (OHL)            |

### Runde 6
| #    | Spieler           | Nationalität       | Position | NHL-Team                                                          | College-/Junioren-/Profi-Team       |
| ---- | ----------------- | ------------------ | -------- | ----------------------------------------------------------------- | ----------------------------------- |
| 136. | Andreas Dackell   | Schweden           | RW       | Ottawa Senators                                                   | Brynäs IF (Elitserien)              |
| 137. | Michel Larocque   | Kanada             | G        | San Jose Sharks                                                   | Boston University (NCAA)            |
| 138. | Todd Miller       | Kanada             | C        | New York Islanders                                                | Sarnia Sting (OHL)                  |
| 139. | Robert Esche      | Vereinigte Staaten | G        | Phoenix Coyotes (von Los Angeles Kings)                           | Detroit Whalers (OHL)               |
| 140. | Dmytro Jakuschyn  | Ukraine            | D        | Toronto Maple Leafs (von Dallas Stars)                            | Pembroke Lumber Kings (CJHL)        |
| 141. | Bryan Randall     | Kanada             | C        | Edmonton Oilers                                                   | Medicine Hat Tigers (WHL)           |
| 142. | Ryan Davis        | Kanada             | RW       | Buffalo Sabres                                                    | Owen Sound Platers (OHL)            |
| 143. | Aaron Baker       | Kanada             | G        | Hartford Whalers                                                  | Tri-City Americans (WHL)            |
| 144. | Magnus Nilsson    | Schweden           | LW       | Detroit Red Wings (von Mighty Ducks of Anaheim)                   | HC Vita Hästen (Division 1)         |
| 145. | Sean Ritchlin     | Vereinigte Staaten | RW       | New Jersey Devils                                                 | University of Michigan (NCAA)       |
| 146. | Brian Willsie     | Kanada             | RW       | Colorado Avalanche (von Phoenix Coyotes via Los Angeles Kings)    | Guelph Storm (OHL)                  |
| 147. | Nolan McDonald    | Kanada             | G        | Vancouver Canucks                                                 | University of Vermont (NCAA)        |
| 148. | Chris Bogas       | Vereinigte Staaten | D        | Toronto Maple Leafs (von Calgary Flames)                          | Michigan State University (NCAA)    |
| 149. | Blaine Russell    | Kanada             | G        | Mighty Ducks of Anaheim (von St. Louis Blues)                     | Prince Albert Raiders (WHL)         |
| 150. | Peter Bergman     | Kanada             | C        | Pittsburgh Penguins Anm. 6                                        | Kamloops Blazers (WHL)              |
| 151. | Lucio DeMartinis  | Kanada             | LW       | Toronto Maple Leafs                                               | Cataractes de Shawinigan (LHJMQ)    |
| 152. | Nikolai Ignatow   | Russland           | D        | Tampa Bay Lightning (von Tampa Bay Lightning via St. Louis Blues) | ZSKA Moskau II (Wysschaja Liga)     |
| 153. | A. J. Van Bruggen | Vereinigte Staaten | RW       | Washington Capitals                                               | Northern Michigan University (NCAA) |
| 154. | Brett Clark       | Kanada             | D        | Canadiens de Montréal                                             | University of Maine (NCAA)          |
| 155. | Chris Lane        | Kanada             | D        | Boston Bruins                                                     | Spokane Chiefs (WHL)                |
| 156. | Gaëtan Poirier    | Kanada             | LW       | Florida Panthers                                                  | Merrimack College (NCAA)            |
| 157. | Xavier Delisle    | Kanada             | C        | Tampa Bay Lightning (von Chicago Blackhawks)                      | Prédateurs de Granby (LHJMQ)        |
| 158. | Ola Sandberg      | Schweden           | D        | New York Rangers                                                  | Djurgårdens IF U20 (J20 SuperElit)  |
| 159. | Stephen Wagner    | Kanada             | G        | St. Louis Blues (von Pittsburgh Penguins)                         | Olds Grizzlys (AJHL)                |
| 160. | Kai Fischer       | Deutschland        | G        | Colorado Avalanche (von Philadelphia Flyers)                      | Düsseldorfer EG (DEL)               |
| 161. | Darren Mortier    | Kanada             | C        | Buffalo Sabres (von Colorado Avalanche)                           | Sarnia Sting (OHL)                  |
| 162. | Alexandre Jacques | Kanada             | RW       | Detroit Red Wings                                                 | Cataractes de Shawinigan (LHJMQ)    |

### Runde 7
| #    | Spieler             | Nationalität       | Position | NHL-Team                                         | College-/Junioren-/Profi-Team                |
| ---- | ------------------- | ------------------ | -------- | ------------------------------------------------ | -------------------------------------------- |
| 163. | François Hardy      | Kanada             | D        | Ottawa Senators                                  | Foreurs de Val-d’Or (LHJMQ)                  |
| 164. | Jake Deadmarsh      | Kanada             | D        | San Jose Sharks                                  | Kamloops Blazers (WHL)                       |
| 165. | J. R. Prestifilippo | Vereinigte Staaten | G        | New York Islanders                               | Hotchkiss Academy (US High School)           |
| 166. | Eoin McInerney      | Kanada             | G        | Dallas Stars (von Los Angeles Kings)             | London Knights (OHL)                         |
| 167. | Dan Hinote          | Vereinigte Staaten | RW       | Colorado Avalanche (von Dallas Stars)            | United States Military Academy (NCAA)        |
| 168. | David Bernier       | Kanada             | RW       | Edmonton Oilers                                  | Laser de Saint-Hyacinthe (LHJMQ)             |
| 169. | Daniel Corso        | Kanada             | C        | St. Louis Blues (von Buffalo Sabres)             | Tigres de Victoriaville (LHJMQ)              |
| 170. | Brandon Lafrance    | Kanada             | RW       | Edmonton Oilers (von Pittsburgh Penguins Anm. 7) | Ohio State University (NCAA)                 |
| 171. | Greg Kuznik         | Kanada             | D        | Hartford Whalers                                 | Seattle Thunderbirds (WHL)                   |
| 172. | Timo Ahmaoja        | Finnland           | D        | Mighty Ducks of Anaheim                          | JyP HT (SM-liiga)                            |
| 173. | Daryl Andrews       | Kanada             | D        | New Jersey Devils                                | Melfort Mustangs (SJHL)                      |
| 174. | Trevor Letowski     | Kanada             | RW       | Phoenix Coyotes                                  | Sarnia Sting (OHL)                           |
| 175. | Clint Cabana        | Kanada             | D        | Vancouver Canucks                                | Medicine Hat Tigers (WHL)                    |
| 176. | Samuel Påhlsson     | Schweden           | C        | Colorado Avalanche (von Calgary Flames)          | MoDo Hockeyklubb (Elitserien)                |
| 177. | Reed Low            | Kanada             | RW       | St. Louis Blues                                  | Moose Jaw Warriors (WHL)                     |
| 178. | Reggie Berg         | Vereinigte Staaten | C        | Toronto Maple Leafs                              | University of Minnesota (NCAA)               |
| 179. | Pavel Kubina        | Tschechien         | D        | Tampa Bay Lightning                              | HC Vítkovice (tschech. Extraliga)            |
| 180. | Michael Anderson    | Vereinigte Staaten | RW       | Washington Capitals                              | University of Minnesota (NCAA)               |
| 181. | Timo Vertala        | Finnland           | RW       | Canadiens de Montréal                            | JyP HT (SM-liiga)                            |
| 182. | Thomas Brown        | Kanada             | D        | Boston Bruins                                    | Sarnia Sting (OHL)                           |
| 183. | Alexandre Couture   | Kanada             | D        | Florida Panthers                                 | Tigres de Victoriaville (LHJMQ)              |
| 184. | Mike Vellinga       | Kanada             | D        | Chicago Blackhawks                               | Guelph Storm (OHL)                           |
| 185. | Jeff Dessner        | Vereinigte Staaten | D        | New York Rangers                                 | Taft School (US High School)                 |
| 186. | Éric Meloche        | Kanada             | RW       | Pittsburgh Penguins                              | Cornwall Colts (CJHL)                        |
| 187. | Roman Malow         | Russland           | LW       | Philadelphia Flyers                              | Awangard Omsk (MHL)                          |
| 188. | Roman Pylner        | Tschechien         | C        | Colorado Avalanche                               | HC Chemopetrol Litvínov U20 (Tschechien U20) |
| 189. | Colin Beardsmore    | Kanada             | C        | Detroit Red Wings                                | North Bay Centennials (OHL)                  |

### Runde 8
| #    | Spieler            | Nationalität       | Position | NHL-Team                                    | College-/Junioren-/Profi-Team        |
| ---- | ------------------ | ------------------ | -------- | ------------------------------------------- | ------------------------------------ |
| 190. | Stephen Valiquette | Kanada             | G        | Los Angeles Kings (von Ottawa Senators)     | Sudbury Wolves (OHL)                 |
| 191. | Cory Cyrenne       | Kanada             | C        | San Jose Sharks                             | Brandon Wheat Kings (WHL)            |
| 192. | Jewgeni Koroljow   | Russland           | D        | New York Islanders                          | Peterborough Petes (OHL)             |
| 193. | Kai Nurminen       | Finnland           | LW       | Los Angeles Kings                           | HV71 (Elitserien)                    |
| 194. | Joel Kwiatkowski   | Kanada             | D        | Dallas Stars                                | Prince George Cougars (WHL)          |
| 195. | Fernando Pisani    | Kanada             | RW       | Edmonton Oilers                             | St. Albert Saints (AJHL)             |
| 196. | Andrej Podkonický  | Slowakei           | C        | St. Louis Blues (von Buffalo Sabres)        | HKm Zvolen (slowak. 1. Liga)         |
| 197. | Kevin Marsh        | Kanada             | LW       | Hartford Whalers                            | Calgary Hitmen (WHL)                 |
| 198. | Kevin Kellett      | Kanada             | D        | Mighty Ducks of Anaheim                     | Prince Albert Raiders (WHL)          |
| 199. | Willie Mitchell    | Kanada             | D        | New Jersey Devils                           | Melfort Mustangs (SJHL)              |
| 200. | Nicholas Lent      | Vereinigte Staaten | RW       | Phoenix Coyotes                             | Omaha Lancers (USHL)                 |
| 201. | Jeff Scissons      | Kanada             | C        | Vancouver Canucks                           | Vernon Vipers (BCHL)                 |
| 202. | Ryan Wade          | Kanada             | RW       | Calgary Flames                              | Kelowna Rockets (WHL)                |
| 203. | Tony Hutchins      | Vereinigte Staaten | C        | St. Louis Blues                             | Lawrence Academy (US High School)    |
| 204. | Tomáš Kaberle      | Tschechien         | D        | Toronto Maple Leafs                         | HC Poldi Kladno (tschech. Extraliga) |
| 205. | Jay Bertsch        | Kanada             | RW       | New Jersey Devils (von Tampa Bay Lightning) | Spokane Chiefs (WHL)                 |
| 206. | Oleg Orechowski    | Russland           | D        | Washington Capitals                         | Dynamo Moskau (MHL)                  |
| 207. | Mattia Baldi       | Schweiz            | LW       | Canadiens de Montréal                       | HC Ambrì-Piotta (NLA)                |
| 208. | Bob Prier          | Kanada             | RW       | Boston Bruins                               | St. Lawrence University (NCAA)       |
| 209. | Denis Chlopotnow   | Russland           | G        | Florida Panthers                            | ZSKA Moskau II (Wysschaja Liga)      |
| 210. | Chris Twerdun      | Kanada             | D        | Chicago Blackhawks                          | Moose Jaw Warriors (WHL)             |
| 211. | Ryan McKie         | Kanada             | D        | New York Rangers                            | London Knights (OHL)                 |
| 212. | Rick Goldmann      | Deutschland        | D        | Ottawa Senators (von Pittsburgh Penguins)   | Adler Mannheim (DEL)                 |
| 213. | Jeff Milleker      | Kanada             | C        | Philadelphia Flyers                         | Moose Jaw Warriors (WHL)             |
| 214. | Matt Scorsune      | Vereinigte Staaten | D        | Colorado Avalanche                          | Hotchkiss Academy (US High School)   |
| 215. | Craig Stahl        | Kanada             | RW       | Detroit Red Wings                           | Tri-City Americans (WHL)             |

### Runde 9
| #    | Spieler               | Nationalität       | Position | NHL-Team                                   | College-/Junioren-/Profi-Team           |
| ---- | --------------------- | ------------------ | -------- | ------------------------------------------ | --------------------------------------- |
| 216. | Ivan Čiernik          | Slowakei           | RW       | Ottawa Senators                            | AC Nitra (slowak. Extraliga)            |
| 217. | David Thibeault       | Kanada             | LW       | San Jose Sharks                            | Voltigeurs de Drummondville (LHJMQ)     |
| 218. | Mike Muzechka         | Kanada             | D        | New York Islanders                         | Calgary Hitmen (WHL)                    |
| 219. | Sébastien Simard      | Kanada             | LW       | Los Angeles Kings                          | Voltigeurs de Drummondville (LHJMQ)     |
| 220. | Nick Bootland         | Kanada             | LW       | Dallas Stars                               | Guelph Storm (OHL)                      |
| 221. | John Hultberg         | Vereinigte Staaten | G        | Edmonton Oilers                            | Kingston Frontenacs (OHL)               |
| 222. | Scott Buhler          | Kanada             | G        | Buffalo Sabres                             | Medicine Hat Tigers (WHL)               |
| 223. | Craig Adams           | Kanada             | RW       | Hartford Whalers                           | Harvard University (NCAA)               |
| 224. | Tobias Johwelin       | Schweden           | LW       | Mighty Ducks of Anaheim                    | Malmö IF U20 (J20 SuperElit)            |
| 225. | Pasi Petriläinen      | Finnland           | D        | New Jersey Devils                          | Tappara Tampere (SM-liiga)              |
| 226. | Marc-Étienne Hubert   | Kanada             | C        | Phoenix Coyotes                            | Titan Collège Français de Laval (LHJMQ) |
| 227. | Ľubomír Vaic          | Slowakei           | C        | Vancouver Canucks                          | TJ VSŽ Košice (slowak. Extraliga)       |
| 228. | Ronald Petrovický     | Slowakei           | RW       | Calgary Flames                             | Prince George Cougars (WHL)             |
| 229. | Konstantin Schafranow | Kasachstan         | RW       | St. Louis Blues                            | Fort Wayne Komets (IHL)                 |
| 230. | Jared Hope            | Kanada             | C        | Toronto Maple Leafs                        | Spokane Chiefs (WHL)                    |
| 231. | Aschat Rachmatullin   | Russland           | LW       | Hartford Whalers (von Tampa Bay Lightning) | Nowoil Ufa (Wysschaja Liga)             |
| 232. | Chad Cavanagh         | Kanada             | C        | Washington Capitals                        | London Knights (OHL)                    |
| 233. | Michel Tremblay       | Kanada             | LW       | Canadiens de Montréal                      | Cataractes de Shawinigan (LHJMQ)        |
| 234. | Anders Söderberg      | Schweden           | LW       | Boston Bruins                              | MoDo Hockeyklubb (Elitserien)           |
| 235. | Russell Smith         | Kanada             | D        | Florida Panthers                           | Olympiques de Hull (LHJMQ)              |
| 236. | Andrei Kosyrew        | Russland           | D        | Chicago Blackhawks                         | Sewerstal Tscherepowez (MHL)            |
| 237. | Ronnie Sundin         | Schweden           | D        | New York Rangers                           | Västra Frölunda (Elitserien)            |
| 238. | Timo Seikkula         | Finnland           | C        | Pittsburgh Penguins                        | Junkkarit Kalajoki (I-divisioona)       |
| 239. | Sami Salo             | Finnland           | D        | Ottawa Senators (von Philadelphia Flyers)  | TPS Turku (SM-liiga)                    |
| 240. | Justin Clark          | Vereinigte Staaten | RW       | Colorado Avalanche                         | University of Michigan (NCAA)           |
| 241. | Jewgeni Afanassjew    | Russland           | LW       | Detroit Red Wings                          | Detroit Little Caesars (MWEHL)          |

## Statistik
| Rang | Nationalität       | Anzahl |
| ---- | ------------------ | ------ |
|      | Nordamerika        | 169    |
| 1.   | Kanada             | 139    |
| 2.   | Vereinigte Staaten | 30     |
|      | Europa             | 72     |
| 3.   | Russland           | 20     |
| 4.   | Schweden           | 15     |
| 5.   | Tschechien         | 11     |
| 6.   | Finnland           | 8      |
| 7.   | Slowakei           | 7      |
| 8.   | Deutschland        | 3      |
| 8.   | Ukraine            | 3      |
| 10.  | Dänemark           | 1      |
| 10.  | Kasachstan         | 1      |
| 10.  | Litauen            | 1      |
| 10.  | Österreich         | 1      |
| 10.  | Belarus            | 1      |

| Rang | Position             | Anzahl |
| ---- | -------------------- | ------ |
| 1.   | Verteidiger          | 81     |
| 2.   | rechte Flügelstürmer | 54     |
| 3.   | Center               | 46     |
| 4.   | linke Flügelstürmer  | 37     |
| 5.   | Torhüter             | 23     |

| Rang | Liga                                            | Anzahl |
| ---- | ----------------------------------------------- | ------ |
| 1.   | Western Hockey League (WHL)                     | 54     |
| 2.   | Ontario Hockey League (OHL)                     | 51     |
| 3.   | Ligue de hockey junior majeur du Québec (LHJMQ) | 31     |
| 4.   | National Collegiate Athletic Association (NCAA) | 25     |
| 5.   | Internationale Hockey-Liga (MHL)                | 12     |
| 6.   | Elitserien                                      | 9      |
| 7.   | Tschechische Extraliga                          | 6      |
| 7.   | US High School                                  | 6      |
| 9.   | SM-liiga                                        | 5      |
| 9.   | Wysschaja Liga                                  | 5      |
| 11.  | I-divisioona                                    | 4      |
| 11.  | Slowakische Extraliga                           | 4      |
| 13.  | Canadian Junior Hockey League (CJHL)            | 3      |
| 13.  | Deutsche Eishockey Liga (DEL)                   | 3      |
| 13.  | J20 SuperElit                                   | 3      |
| 16.  | Alberta Junior Hockey League (AJHL)             | 2      |
| 16.  | British Columbia Hockey League (BCHL)           | 2      |
| 16.  | Division 1                                      | 2      |
| 16.  | International Hockey League (IHL)               | 2      |
| 16.  | Saskatchewan Junior Hockey League (SJHL)        | 2      |
| 16.  | Tschechien U20                                  | 2      |
| 16.  | United States Hockey League (USHL)              | 2      |
| 23.  | Colonial Hockey League (CoHL)                   | 1      |
| 23.  | Midwest Elite Hockey League (MWEHL)             | 1      |
| 23.  | Nationalliga A (NLA)                            | 1      |
| 23.  | New England Junior Hockey League (NEJHL)        | 1      |
| 23.  | Slowakei U20                                    | 1      |
| 23.  | Slowakische 1. Liga                             | 1      |

## Rückblick

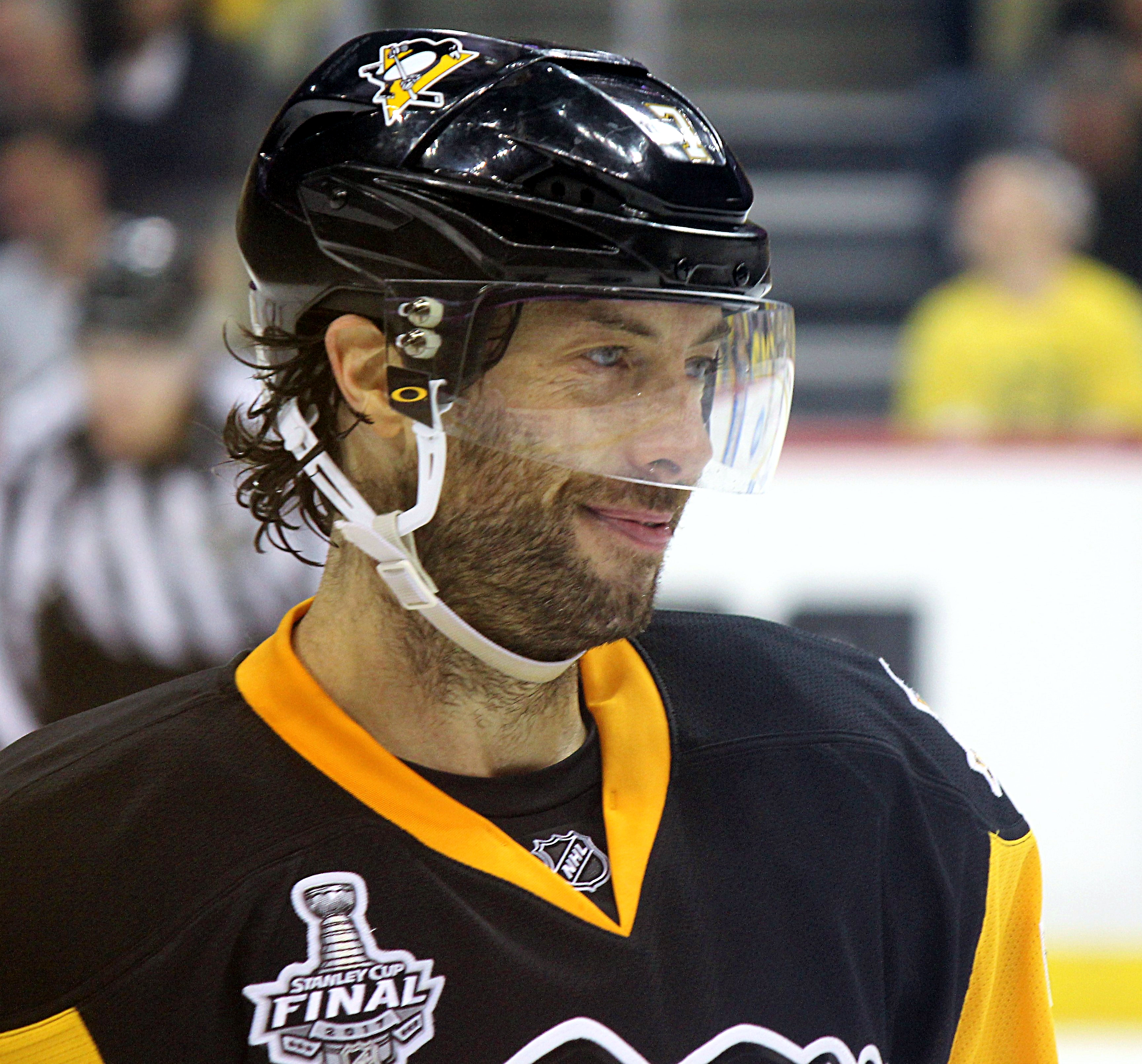
Matt Cullen, bester Scorer dieses Jahrgangs

Alle Spieler dieses Jahrgangs haben ihre NHL-Karrieren beendet. Die Tabellen zeigen die jeweils fünf besten Akteure in den Kategorien Spiele, Tore, Vorlagen und Scorerpunkte sowie die drei Torhüter mit den meisten Siegen in der NHL. Cháras Statistiken befinden sich auf dem Stand vom Ende der Spielzeit 2018/19, so hat er Cullen in puncto absolvierte Partien bereits übertroffen. Darüber hinaus haben 99 der 241 gewählten Spieler (ca. 41 %) mindestens eine NHL-Partie bestritten.
Abkürzungen: Sp = Spiele, T = Tore, V = Assists, Pkt = Scorerpunkte, S = Siege; Fett: Bestwert
| Pick | Spieler        | Position | Sp   | T   | V   | Pkt |
| ---- | -------------- | -------- | ---- | --- | --- | --- |
| 35.  | Matt Cullen    | C        | 1516 | 266 | 465 | 731 |
| 24.  | Daniel Brière  | C        | 973  | 307 | 389 | 696 |
| 56.  | Zdeno Chára    | D        | 1485 | 200 | 442 | 642 |
| 15.  | Dainius Zubrus | C        | 1293 | 228 | 363 | 591 |
| 204. | Tomáš Kaberle  | D        | 984  | 87  | 476 | 563 |
| 21.  | Marco Sturm    | LW       | 938  | 242 | 245 | 487 |
| 13.  | Derek Morris   | D        | 1107 | 92  | 332 | 424 |
| 79.  | Mark Parrish   | RW       | 722  | 216 | 171 | 387 |
| 1.   | Chris Phillips | D        | 1179 | 71  | 217 | 288 |

| Pick | Spieler            | Sp  | S   |
| ---- | ------------------ | --- | --- |
| 44.  | Mathieu Garon      | 341 | 144 |
| 139. | Robert Esche       | 186 | 78  |
| 190. | Stephen Valiquette | 46  | 16  |